# Lista de espécies de Onthophagus
Este é uma listagem de espécies de Onthophagus (Latreille, 1802), um género de insetos da família Scarabaeidae.

## EspéciesOnthophagus

### A
- Onthophagus abacus Boucomont, 1921
- Onthophagus abas Balthasar, 1946
- Onthophagus abei Ochi & Kon, 2015
- Onthophagus abeillei D'Orbigny, 1897
- Onthophagus abmisibilus Krikken & Huijbregts, 2012
- Onthophagus abreui Arrow, 1931
- Onthophagus abruptus D'Orbigny, 1913
- Onthophagus absyrtus Balthasar, 1946
- Onthophagus abyssinicus Gillet, 1925
- Onthophagus academus Balthasar, 1946
- Onthophagus aceroides Krikken & Huijbregts, 2013
- Onthophagus acerus Gillet, 1930
- Onthophagus aciculatulus Blatchley, 1928
- Onthophagus acrisius Balthasar, 1946
- Onthophagus acuminatus Harold, 1880
- Onthophagus acuticornis Endrödi, 1973
- Onthophagus adelaidae Hope, 1846
- Onthophagus adelphus Gillet, 1930
- Onthophagus admetus Balthasar, 1946
- Onthophagus adornatus D'Orbigny, 1904
- Onthophagus adspersus D'Orbigny, 1908
- Onthophagus aegrotus Balthasar, 1967
- Onthophagus aemulus Gillet, 1930
- Onthophagus aeneoniger D'Orbigny, 1913
- Onthophagus aeneopiceus D'Orbigny, 1902
- Onthophagus aenescens (Wiedemann, 1823)
- Onthophagus aequatus Péringuey, 1901
- Onthophagus aequepubens D'Orbigny, 1905
- Onthophagus aerarius Reitter, 1892
- Onthophagus aereidorsis D'Orbigny, 1902
- Onthophagus aeremicans D'Orbigny, 1904
- Onthophagus aereomaculatus Boucomont, 1914
- Onthophagus aereopictus Boucomont, 1914
- Onthophagus aerestriatus D'Orbigny, 1913
- Onthophagus aeruginosus Roth, 1851
- Onthophagus aesopus Lansberge, 1882
- Onthophagus aethiopicus D'Orbigny, 1902
- Onthophagus affinis Gillet, 1930
- Onthophagus afghanus Petrovitz, 1961
- Onthophagus africanus Lansberge, 1886
- Onthophagus agaricophilus Arrow, 1931
- Onthophagus agnus Gillet, 1925
- Onthophagus ahenicollis D'Orbigny, 1902
- Onthophagus ahenomicans D'Orbigny, 1902
- Onthophagus akhaus Masumoto, Ochi & Hanboonsong, 2007
- Onthophagus akinini Koenig, 1889
- Onthophagus alaindrumonti Krikken & Huijbregts, 2012
- Onthophagus albarracinus Baraud, 1979
- Onthophagus albicomus D'Orbigny, 1908
- Onthophagus albicornis (Palisot De Beauvois, 1805)
- Onthophagus albipennis Péringuey, 1908
- Onthophagus albipodex D'Orbigny, 1902
- Onthophagus aleppensis Redtenbacher, 1843
- Onthophagus alfuricus Huijbregts & Krikken, 2012
- Onthophagus alienus Frey, 1958
- Onthophagus allojavanus Huijbregts & Krikken, 2011
- Onthophagus alluaudi D'Orbigny, 1902
- Onthophagus alluvius Howden & Cartwright, 1963
- Onthophagus aloysiellus Zunino, 1977
- Onthophagus alquirta Matthews, 1972
- Onthophagus alternans Raffray, 1877
- Onthophagus altidorsis D'Orbigny, 1905
- Onthophagus altilamina D'Orbigny, 1905
- Onthophagus altivagans Howden & Génier, 2004
- Onthophagus amamiensis Nomura, 1965
- Onthophagus ambang Krikken & Huijbregts, 2011
- Onthophagus amicus (Gillet, 1925)
- Onthophagus amirus Kabakov, 1982
- Onthophagus amoenus D'Orbigny, 1908
- Onthophagus amphicoma Boucomont, 1914
- Onthophagus amphinasus Arrow, 1931
- Onthophagus amphioxus Arrow, 1933
- Onthophagus amplipennis D'Orbigny, 1905
- Onthophagus amycoides Kabakov, 2014
- Onthophagus anatolicus Petrovitz, 1962
- Onthophagus anchommatus Lea, 1923
- Onthophagus andalusicus Waltl, 1835
- Onthophagus andersoni Howden & Gill, 1987
- Onthophagus andonarensis Boucomont, 1914
- Onthophagus andreji Prokofiev, 2014
- Onthophagus andrewesi Arrow, 1931
- Onthophagus andrewsmithi Krikken & Huijbregts, 2012
- Onthophagus androgynus D'Orbigny, 1905
- Onthophagus anewtoni Howden & Génier, 2004
- Onthophagus angkhanensis Masumoto, Ochi & Hanboonsong, 2013
- Onthophagus angolensis Paulian, 1937
- Onthophagus angorensis Petrovitz, 1963
- Onthophagus angularis D'Orbigny, 1908
- Onthophagus anguliceps Boucomont, 1914
- Onthophagus angulicornis D'Orbigny, 1908
- Onthophagus angustatus Boucomont, 1914
- Onthophagus anisocerus Erichson, 1842
- Onthophagus annoyeri Moretto, 2010
- Onthophagus annulopunctatus Krikken & Huijbregts, 2017
- Onthophagus anogeissii Cambefort, 1984
- Onthophagus anomalicollis Frey, 1973
- Onthophagus anomalipes D'Orbigny, 1902
- Onthophagus antennalis Frey, 1961
- Onthophagus anthracinus Harold, 1873
- Onthophagus antillarum Arrow, 1903
- Onthophagus antilocapra Balthasar, 1937
- Onthophagus antivagans Howden and Génier, 2004
- Onthophagus antoinei Walter, 1990
- Onthophagus aphodioides Lansberge, 1883
- Onthophagus apicetinctus D'Orbigny, 1898
- Onthophagus apiciosus D'Orbigny, 1902
- Onthophagus apterus Matthews, 1972
- Onthophagus apunneea Masumoto, Ochi & Hanboonsong, 2007
- Onthophagus arai Masumoto, 1989
- Onthophagus arayai Ochi & Kon, 2007
- Onthophagus arboreus Arrow, 1931
- Onthophagus arcifer D'Orbigny, 1904
- Onthophagus ardoini Frey, 1971
- Onthophagus areolatus D'Orbigny, 1905
- Onthophagus argyropygus Gillet, 1927
- Onthophagus aries Kirby, 1825
- Onthophagus arkoola Storey & Weir, 1990
- Onthophagus armatus Blanchard, 1853
- Onthophagus arnetti Howden and Cartwright, 1963
- Onthophagus arnoldii Kabakov, 1982
- Onthophagus arrilla Matthews, 1972
- Onthophagus arunachalensis Biswas & Chatterjee, 1985
- Onthophagus arunensis Scheuern, 1995
- Onthophagus aschenborni Frey, 1975
- Onthophagus ashanticola Frey, 1973
- Onthophagus asiaticus Endrödi, 1973
- Onthophagus asimilis Péringuey, 1901
- Onthophagus asper MacLeay, 1864
- Onthophagus asperatus D'Orbigny, 1905
- Onthophagus aspericeps D'Orbigny, 1908
- Onthophagus aspericollis Lansberge, 1885
- Onthophagus asperipennis D'Orbigny, 1902
- Onthophagus aspernatus D'Orbigny, 1907
- Onthophagus asperodorsatus Howden & Gill, 1993
- Onthophagus asperrimus D'Orbigny, 1902
- Onthophagus asperulus D'Orbigny, 1905
- Onthophagus astigma D'Orbigny, 1904
- Onthophagus ater Waterhouse, 1875
- Onthophagus athiensis D'Orbigny, 1913
- Onthophagus atricapillus D'Orbigny, 1908
- Onthophagus atricolor D'Orbigny, 1907
- Onthophagus atridorsis D'Orbigny, 1902
- Onthophagus atriglabrus Howden & Gill, 1987
- Onthophagus atripennis Waterhouse, 1875
- Onthophagus atroaereus D'Orbigny, 1908
- Onthophagus atrofasciatus D'Orbigny, 1905
- Onthophagus atronitidus D'Orbigny, 1902
- Onthophagus atropolitus D'Orbigny, 1902
- Onthophagus atrosericeus Boucomont, 1932
- Onthophagus atrostriatus D'Orbigny, 1913
- Onthophagus atrovirens D'Orbigny, 1905
- Onthophagus atrovittatus D'Orbigny, 1908
- Onthophagus atrox Harold, 1867
- Onthophagus aureofuscus Bates, 1887
- Onthophagus aureopilosus Boucomont, 1914
- Onthophagus auriculatus Klug, 1855
- Onthophagus auritus Erichson, 1842
- Onthophagus australis Guérin-Méneville, 1830
- Onthophagus avocetta Arrow, 1933
- Onthophagus avocettoides (Kabakov, 1983)
- Onthophagus axillaris Boheman, 1860
- Onthophagus aztecus Zunino & Halffter, 1988
- Onthophagus azusae Ochi & Kon, 2006

### B
- Onthophagus babaulti D'Orbigny, 1915
- Onthophagus babirussa Eschscholtz, 1822
- Onthophagus baenzigeri Masumoto, Ochi & Hanboonsong, 2007
- Onthophagus baeri Boucomont, 1914
- Onthophagus baiyericus Krikken & Huijbregts, 2013
- Onthophagus bakeri Boucomont, 1919
- Onthophagus bakweri Moretto, 2014
- Onthophagus balawaicus Scheuern, 1995
- Onthophagus baloghi Balthasar, 1967
- Onthophagus balthasari Vsetecka, 1939
- Onthophagus bambra Matthews, 1972
- Onthophagus bandamai Cambefort, 1984
- Onthophagus bangueyensis Boucomont, 1914
- Onthophagus baolocensis Ochi & Kon, 2015
- Onthophagus baoule Cambefort, 1984
- Onthophagus baramtagal Ochi, Kon & Barclay, 2016
- Onthophagus baraudi Nicolas, 1964
- Onthophagus barbieri Paulian, 1978
- Onthophagus barretti Génier & Howden, 1999
- Onthophagus barriorum Walter, 1990
- Onthophagus bartosi Balthasar, 1966
- Onthophagus basakata Walter & Cambefort, 1977
- Onthophagus basilewskyi Frey, 1961
- Onthophagus basipustulatus Heyden, 1889
- Onthophagus bassariscus Zunino & Halffter, 1988
- Onthophagus bateke Walter & Cambefort, 1977
- Onthophagus batesi Howden & Cartwright, 1963
- Onthophagus batillifer Harold, 1875
- Onthophagus batui Huijbregts & Krikken, 2009
- Onthophagus bayeri Balthasar, 1942
- Onthophagus baykanus Kabakov, 1994
- Onthophagus bechynei Frey, 1953
- Onthophagus beelarong Storey & Weir, 1990
- Onthophagus beesoni Arrow, 1931
- Onthophagus begoniophilus Krikken & Huijbregts, 2017
- Onthophagus beiranus Péringuey, 1908
- Onthophagus belinga Walter, 1989
- Onthophagus bellus D'Orbigny, 1905
- Onthophagus belorhinus Bates, 1887
- Onthophagus benedictorum Walter & Cambefort, 1977
- Onthophagus bengalensis Harold, 1886
- Onthophagus bengali Gordon & Oppenheimer, 1977
- Onthophagus benguellianus Paulian, 1937
- Onthophagus bennigseni Paulian, 1937
- Onthophagus bequaerti D'Orbigny, 1915
- Onthophagus bergeri Frey, 1975
- Onthophagus bernaudi Cambefort & Nicolas, 1991
- Onthophagus betschuanus Frey, 1975
- Onthophagus bicallifrons D'Orbigny, 1902
- Onthophagus bicarinaticeps Lea, 1923
- Onthophagus bicarinatus Gomes Alves, 1944
- Onthophagus bicavicollis Lea, 1923
- Onthophagus bicavifrons D'Orbigny, 1902
- Onthophagus bicolensis Ochi & Kon, 2006
- Onthophagus bicolor Raffray, 1877
- Onthophagus biconifer D'Orbigny, 1905
- Onthophagus bicornis Macleay, 1888
- Onthophagus bicristatus D'Orbigny, 1905
- Onthophagus bicristiger D'Orbigny, 1913
- Onthophagus bicuneus Kabakov, 2008
- Onthophagus bidens (Olivier, 1789)
- Onthophagus bidentatus Drapiez, 1819
- Onthophagus bidentifrons D'Orbigny, 1902
- Onthophagus biexcavatus D'Orbigny, 1898
- Onthophagus bifasciatus (Fabricius, 1781)
- Onthophagus bifidicornis D'Orbigny, 1902
- Onthophagus bifidus Reiche, 1847
- Onthophagus bifrons D'Orbigny, 1905
- Onthophagus bilingula Balthasar, 1965
- Onthophagus bimarginatus D'Orbigny, 1902
- Onthophagus bimetallicus D'Orbigny, 1907
- Onthophagus bindaree Storey & Weir, 1990
- Onthophagus binodis (Thunberg, 1818)
- Onthophagus binodosus D'Orbigny, 1908
- Onthophagus binodulus D'Orbigny, 1913
- Onthophagus binyana Storey & Weir, 1990
- Onthophagus biplagiatus Thomson, 1858
- Onthophagus birugatus D'Orbigny, 1902
- Onthophagus birugifer D'Orbigny, 1908
- Onthophagus bisbicornis D'Orbigny, 1909
- Onthophagus biscarinulatus Huijbregts & Krikken, 2012
- Onthophagus bisectus Arrow, 1931
- Onthophagus bisignatus D'Orbigny, 1913
- Onthophagus bison Boucomont, 1919
- Onthophagus bisontinus Heer, 1862
- Onthophagus bisscrutator Krikken & Huijbregts, 2017
- Onthophagus bistiniocelloides Krikken, 1986
- Onthophagus bituber D'Orbigny, 1904
- Onthophagus bituberans D'Orbigny, 1905
- Onthophagus bituberoculus Krikken & Huijbregts, 2013
- Onthophagus bivertex Heyden, 1887
- Onthophagus blackburni Shipp, 1895
- Onthophagus blackwoodensis Blackburn, 1891
- Onthophagus blanchardi Harold, 1869
- Onthophagus blumei Lansberge, 1883
- Onthophagus bocandei D'Orbigny, 1904
- Onthophagus bokiaunus Masumoto, 1995
- Onthophagus bomberaianus Balthasar, 1969
- Onthophagus bonengus Kabakov, 1994
- Onthophagus bongkudai Krikken & Huijbregts, 2017
- Onthophagus bonorae Zunino, 1976
- Onthophagus bonsae Zunino, 1976
- Onthophagus boops D'Orbigny, 1905
- Onthophagus borassi Cambefort, 1984
- Onthophagus bordati Moretto, 2014
- Onthophagus borneensis Harold, 1877
- Onthophagus bornemisszai Matthews, 1972
- Onthophagus bornemisszanus Matthews, 1972
- Onthophagus borneotagal Ochi, Kon & Barclay, 2016
- Onthophagus boucomonti Paulian, 1931
- Onthophagus boucomontianus Balthasar, 1935
- Onthophagus bourgognei Paulian, 1945
- Onthophagus bovinus Péringuey, 1892
- Onthophagus brachypterus Zunino & Halffter, 1997
- Onthophagus brazzavillianus Balthasar, 1974
- Onthophagus breviceps D'Orbigny, 1902
- Onthophagus brevicollis Arrow, 1907
- Onthophagus breviconus Génier & Howden, 1999
- Onthophagus brevifrons Horn, 1881
- Onthophagus brevigena D'Orbigny, 1902
- Onthophagus brevipennis D'Orbigny, 1902
- Onthophagus brevisetis D'Orbigny, 1915
- Onthophagus brittoni Paulian, 1948
- Onthophagus brivioi Frey, 1973
- Onthophagus bronzeus Arrow, 1907
- Onthophagus brooksi Matthews, 1972
- Onthophagus browni Howden & Cartwright, 1963
- Onthophagus brunellii Muller, 1942
- Onthophagus brutus Arrow, 1931
- Onthophagus buculus Mannerheim, 1829
- Onthophagus bufulus Arrow, 1941
- Onthophagus bunamin Matthews, 1972
- Onthophagus bundara Storey & Weir, 1990
- Onthophagus burchelli D'Orbigny, 1908
- Onthophagus busiris Balthasar, 1969
- Onthophagus bytinskii Balthasar, 1960

### C
- Onthophagus caelator Balthasar, 1967
- Onthophagus caesariatus Boucomont, 1921
- Onthophagus calamophilus Krikken, 1977
- Onthophagus calcaratus Boucomont, 1919
- Onthophagus calchas Balthasar, 1967
- Onthophagus calliger D'Orbigny, 1913
- Onthophagus callosipennis Boucomont, 1930
- Onthophagus cambrai Delgado & Curoe, 2014
- Onthophagus cameloides D'Orbigny, 1900
- Onthophagus camerunicus D'Orbigny, 1905
- Onthophagus cancer Lansberge, 1886
- Onthophagus canelasensis Howden and Génier, 2004
- Onthophagus capella Kirby, 1818
- Onthophagus capelliformis Gillet, 1925
- Onthophagus capellinus Frey, 1963
- Onthophagus capitatus Castelnau, 1840
- Onthophagus capitosus Harold, 1867
- Onthophagus caprai Frey, 1956
- Onthophagus carayoni Cambefort, 1986
- Onthophagus carcharias Harold, 1875
- Onthophagus carinensis Boucomont, 1914
- Onthophagus carinicollis Raffray, 1877
- Onthophagus carinidorsis D'Orbigny, 1908
- Onthophagus carinifer D'Orbigny, 1904
- Onthophagus carinulatus Harold, 1877
- Onthophagus carmodensis Blackburn, 1907
- Onthophagus carpanetoi Pittino, 1982
- Onthophagus carpophilus Pereira & Halffter, 1961
- Onthophagus cartwrighti Howden, 1973
- Onthophagus castetsi Lansberge, 1887
- Onthophagus catenatus Lansberge, 1883
- Onthophagus catharinensis Paulian, 1936
- Onthophagus catta (Fabricius, 1787)
- Onthophagus cavernicollis Howden & Cartwright, 1963
- Onthophagus cavia Boucomont, 1914
- Onthophagus caviceps Frey, 1962
- Onthophagus cavifrons Harold, 1886
- Onthophagus cavivertex D'Orbigny, 1913
- Onthophagus centricornis (Fabricius, 1798)
- Onthophagus centurio Lansberge, 1885
- Onthophagus cephalophi Cambefort, 1984
- Onthophagus cernyi Balthasar, 1935
- Onthophagus cervenkai Kabakov, 2008
- Onthophagus cervicapra Boucomont, 1914
- Onthophagus cervus (Fabricius, 1798)
- Onthophagus ceylonicus Harold, 1859
- Onthophagus chaiyaphumensis Masumoto, Ochi & Hanboonsong, 2002
- Onthophagus championi Bates, 1887
- Onthophagus chandrai Ochi, 2007
- Onthophagus changshouensis Zhang, 1997
- Onthophagus chebaicus Boucomont, 1919
- Onthophagus cheesmanae Arrow, 1941
- Onthophagus chepara Matthews, 1972
- Onthophagus chetroiensis Masumoto, Ochi & Sakchoowong, 2012
- Onthophagus chevrolati Harold, 1869
- Onthophagus cheyi Ochi & Kon, 2006
- Onthophagus chiapanecus Zunino & Halffter, 1988
- Onthophagus chineicus Kabakov, 1998
- Onthophagus chinensis (Balthasar, 1952)
- Onthophagus chirindanus D'Orbigny, 1913
- Onthophagus chloroderus D'Orbigny, 1905
- Onthophagus chlorophanus D'Orbigny, 1902
- Onthophagus choanicus D'Orbigny, 1904
- Onthophagus chremes Balthasar, 1969
- Onthophagus chryses Bates, 1887
- Onthophagus chrysoderus D'Orbigny, 1905
- Onthophagus chrysurus Arrow, 1931
- Onthophagus chumphonensis Masumoto, Ochi & Hanboonsong, 2008
- Onthophagus cicer Balthasar, 1964
- Onthophagus cincticollis D'Orbigny, 1902
- Onthophagus cinctifrons D'Orbigny, 1902
- Onthophagus cinctipennis Quedenfeldt, 1884
- Onthophagus cineraceus D'Orbigny, 1902
- Onthophagus circulator Reitter, 1891
- Onthophagus circulifer Arrow, 1931
- Onthophagus circumdatus D'Orbigny, 1913
- Onthophagus citreum Boucomont, 1919
- Onthophagus civettae Cambefort, 1984
- Onthophagus clavijeroi Moctezuma, Rossini & Zunino, 2016
- Onthophagus clavisetis D'Orbigny, 1905
- Onthophagus clermonti Paulian, 1931
- Onthophagus clitellarius D'Orbigny, 1908
- Onthophagus clitellifer Reitter, 1894
- Onthophagus clivimerus Huijbregts & Krikken, 2011
- Onthophagus cludtsi Ochi, 2003
- Onthophagus clusifrons D'Orbigny, 1905
- Onthophagus clypealis Lea, 1923
- Onthophagus clypeatus Blanchard, 1846
- Onthophagus coahuilae Zunino and Halffter, 1988
- Onthophagus cochisus Brown, 1927
- Onthophagus coenobita (Herbst, 1783)
- Onthophagus coeruleicollis Arrow, 1907
- Onthophagus cognatus Boucomont, 1921
- Onthophagus coiffaiti Frey, 1970
- Onthophagus colasi Paulian, 1937
- Onthophagus colffsi Lansberge, 1883
- Onthophagus collaris Kabakov, 1983
- Onthophagus collinsi Krikken & Huijbregts, 1987
- Onthophagus comatulus D'Orbigny, 1905
- Onthophagus commottoides Kabakov, 1998
- Onthophagus comottoi Lansberge, 1885
- Onthophagus compactus Arrow, 1933
- Onthophagus comperei Blackburn, 1903
- Onthophagus compositus Lea, 1923
- Onthophagus compressus Guérin-Méneville, 1855
- Onthophagus concavifrons D'Orbigny, 1904
- Onthophagus concinnus Laporte, 1840
- Onthophagus concolor Sharp, 1878
- Onthophagus confertus Péringuey, 1908
- Onthophagus confluens D'Orbigny, 1902
- Onthophagus conradsi Balthasar, 1937
- Onthophagus consentaneus Harold, 1867
- Onthophagus conspersus Reitter, 1892
- Onthophagus conspicuus MacLeay, 1864
- Onthophagus contiguicornis D'Orbigny, 1913
- Onthophagus convexicollis Boheman, 1858
- Onthophagus convexus D'Orbigny, 1908
- Onthophagus cooloola Storey & Weir, 1990
- Onthophagus coomani Paulian, 1931
- Onthophagus coorgensis Arrow, 1931
- Onthophagus coprimorphoides Huijbregts & Krikken, 2012
- Onthophagus coprimorphus Gillet, 1930
- Onthophagus coproides Horn, 1881
- Onthophagus coptorhinodes Péringuey, 1901
- Onthophagus coracinoides Kabakov, 1983
- Onthophagus coracinus Boucomont, 1914
- Onthophagus coriaceoumbrosus Kohlmann & Solis, 2001
- Onthophagus corniculatus Reiche, 1847
- Onthophagus corniculiger D'Orbigny, 1913
- Onthophagus cornifrons Thomson, 1858
- Onthophagus cornutus Ferreira, 1971
- Onthophagus coronatus D'Orbigny, 1902
- Onthophagus corrosus Bates, 1887
- Onthophagus coscineus Bates, 1887
- Onthophagus costatus D'Orbigny, 1913
- Onthophagus costifer Gillet, 1930
- Onthophagus costiger D'Orbigny, 1915
- Onthophagus costilatus D'Orbigny, 1908
- Onthophagus costulicollis Frey, 1975
- Onthophagus crantor Balthasar, 1967
- Onthophagus crassicollis Boucomont, 1913
- Onthophagus crassus Heer, 1862
- Onthophagus cratippus Balthasar, 1969
- Onthophagus creber D'Orbigny, 1905
- Onthophagus cribellum D'Orbigny, 1902
- Onthophagus cribratus Lansberge, 1883
- Onthophagus cribricollis Horn, 1881
- Onthophagus cribripennis D'Orbigny, 1902
- Onthophagus criniger D'Orbigny, 1904
- Onthophagus crinitus Harold, 1869
- Onthophagus cristatus D'Orbigny, 1905
- Onthophagus croesulus Bates, 1888
- Onthophagus crotchi Harold, 1871
- Onthophagus crucenotatus D'Orbigny, 1905
- Onthophagus cruciatus Ménétriès, 1832
- Onthophagus cruciger Macleay, 1888
- Onthophagus cruentatus Klug, 1855
- Onthophagus cryptodicranius Kohlmann & Solis, 2001
- Onthophagus cryptogenus Boucomont, 1914
- Onthophagus cuevensis Howden, 1973
- Onthophagus cuneus Boucomont, 1924
- Onthophagus cuniculus MacLeay, 1864
- Onthophagus cupreiceps Arrow, 1907
- Onthophagus cupreopastillatus Ochi & Kon, 2006
- Onthophagus cupreotagal Ochi, Kon & Barclay, 2016
- Onthophagus cupreovirens D'Orbigny, 1904
- Onthophagus cupreus Harold, 1880
- Onthophagus cupricollis Péringuey, 1888
- Onthophagus curtipilis D'Orbigny, 1905
- Onthophagus curtulus Frey, 1961
- Onthophagus curvicarinatus Boucomont, 1914
- Onthophagus curvicornis Latreille, 1812
- Onthophagus curvifrons D'Orbigny, 1906
- Onthophagus curvilamina Muller, 1942
- Onthophagus curvispina Reitter, 1892
- Onthophagus cyaneiceps D'Orbigny, 1913
- Onthophagus cyanellus Bates, 1887
- Onthophagus cyaneoniger D'Orbigny, 1902
- Onthophagus cyaneus Kabakov, 2006
- Onthophagus cyanochlorus D'Orbigny, 1902
- Onthophagus cyclographus Bates, 1887
- Onthophagus cynomysi Brown, 1927
- Onthophagus cyobioides Boucomont, 1921

### D
- Onthophagus dacatrai Pittino, 2004
- Onthophagus dama (Fabricius, 1798)
- Onthophagus dandalu Matthews, 1972
- Onthophagus danumensis Ochi, Kon & Barclay, 2009
- Onthophagus danumicus Huijbregts & Krikken, 2012
- Onthophagus dapcauensis Boucomont, 1921
- Onthophagus dapitanensis Boucomont, 1919
- Onthophagus darlingtoni Matthews, 1972
- Onthophagus davisi Frey, 1975
- Onthophagus dayacus Boucomont, 1914
- Onthophagus daymanus Krikken & Huijbregts, 2013
- Onthophagus debilis D'Orbigny, 1905
- Onthophagus deccanensis Frey, 1962
- Onthophagus decedens Péringuey, 1904
- Onthophagus decens Balthasar, 1964
- Onthophagus declivicollis D'Orbigny, 1902
- Onthophagus declivis Harold, 1869
- Onthophagus decolor D'Orbigny, 1902
- Onthophagus decoratus D'Orbigny, 1905
- Onthophagus decorsei D'Orbigny, 1908
- Onthophagus dedecor Wallengren, 1881
- Onthophagus deflexicollis Lansberge, 1883
- Onthophagus deflexus D'Orbigny, 1908
- Onthophagus delahayei Josso, 2011
- Onthophagus delicatulus Raffray, 1877
- Onthophagus delicatus D'Orbigny, 1915
- Onthophagus deliensis Lansberge, 1885
- Onthophagus dellacasai Pittino & Mariani, 1981
- Onthophagus delphinensis D'Orbigny, 1913
- Onthophagus demarzi Frey, 1959
- Onthophagus demeyeri Moretto, 2009
- Onthophagus densatus Frey, 1963
- Onthophagus densepunctatus Frey, 1963
- Onthophagus densipilis D'Orbigny, 1902
- Onthophagus denticollis Lansberge, 1883
- Onthophagus denticornis Boucomont, 1914
- Onthophagus denticulatus D'Orbigny, 1902
- Onthophagus denudatus D'Orbigny, 1902
- Onthophagus depilatus D'Orbigny, 1913
- Onthophagus depilis D'Orbigny, 1902
- Onthophagus deplanatus Lansberge, 1883
- Onthophagus depressicollis Boucomont, 1914
- Onthophagus depressifrons D'Orbigny, 1915
- Onthophagus depressipennis Cambefort, 1975
- Onthophagus depressus Harold, 1871  (flat African dung beetle)
- Onthophagus derasus D'Orbigny, 1902
- Onthophagus desaegeri Frey, 1961
- Onthophagus desectus MacLeay, 1871
- Onthophagus deterrens Péringuey, 1901
- Onthophagus devagiriensis Schoolmeesters & Thomas, 2006
- Onthophagus devexicornis Gillet, 1930
- Onthophagus devexus Macleay, 1888
- Onthophagus dhanjuricus Frey, 1973
- Onthophagus diabolicus Harold, 1877
- Onthophagus diadematus D'Orbigny, 1902
- Onthophagus dicax Balthasar, 1966
- Onthophagus dicella Bates, 1888
- Onthophagus dicranius Bates, 1887
- Onthophagus dicranocerus Gillet, 1925
- Onthophagus dicranoides Balthasar, 1939
- Onthophagus difficilis Le Guillou, 1844
- Onthophagus digitatus Arrow, 1931
- Onthophagus dignus Gillet, 1930
- Onthophagus dilutus D'Orbigny, 1905
- Onthophagus dinjeera Storey & Weir, 1990
- Onthophagus dinoderus D'Orbigny, 1913
- Onthophagus discolor Hope, 1841
- Onthophagus discovirens D'Orbigny, 1902
- Onthophagus discretus Péringuey, 1901
- Onthophagus dispar Péringuey, 1901
- Onthophagus dissentaneus Balthasar, 1964
- Onthophagus dissidentatus Krikken & Huijbregts, 2013
- Onthophagus distichus Roth, 1851
- Onthophagus ditus Péringuey, 1901
- Onthophagus diversus Reiche, 1847
- Onthophagus dlabolai Balthasar, 1964
- Onthophagus dohertyi D'Orbigny, 1902
- Onthophagus doiinthanonensis Masumoto, 1989
- Onthophagus doipuiensis Masumoto, 1989
- Onthophagus doisuthepensis Masumoto, 1989
- Onthophagus doitungensis Masumoto, Ochi & Hanboonsong, 2002
- Onthophagus doriae Harold, 1877
- Onthophagus dorsipilulus Howden & Gill, 1987
- Onthophagus dorsofasciatus Fairmaire, 1893
- Onthophagus dorsosignatus D'Orbigny, 1898
- Onthophagus dorsuosus D'Orbigny, 1902
- Onthophagus drescheri Paulian, 1939
- Onthophagus dryander Monteith & Storey, 2013
- Onthophagus dubernardi Boucomont, 1914
- Onthophagus dubitabilis Howden & Génier, 2004
- Onthophagus duboulayi Waterhouse, 1894
- Onthophagus ducorpsi D'Orbigny, 1913
- Onthophagus dummal Matthews, 1972
- Onthophagus dunningi Harold, 1869
- Onthophagus duporti Boucomont, 1914
- Onthophagus durangoensis Balthasar, 1939
- Onthophagus duvivieri D'Orbigny, 1904
- Onthophagus dynastoides Arrow, 1931

### E
- Onthophagus ebenicolor D'Orbigny, 1902
- Onthophagus ebenus Péringuey, 1888
- Onthophagus eburneus D'Orbigny, 1913
- Onthophagus echinus Boucomont, 1914
- Onthophagus ecopas Josso & Prévost, 2006
- Onthophagus egenus Harold, 1877
- Onthophagus elegans Klug, 1832
- Onthophagus eliptaminus Balthasar, 1969
- Onthophagus elongatus Frey, 1954
- Onthophagus emarginatus Mulsant, 1842
- Onthophagus embersoni Masumoto, Hanboonsong & Ochi, 2002
- Onthophagus embrikianus Paulian, 1936
- Onthophagus emeritus Péringuey, 1901
- Onthophagus endota Matthews, 1972
- Onthophagus endroedianus Walter & Cambefort, 1977
- Onthophagus ensifer Boucomont, 1914
- Onthophagus enuguensis Frey, 1975
- Onthophagus ephippioderus Arrow, 1907
- Onthophagus epilamprus Bates, 1888
- Onthophagus erectinasus D'Orbigny, 1902
- Onthophagus erichsoni Hope, 1841
- Onthophagus escalerai D'Orbigny, 1902
- Onthophagus eschscholtzi Boucomont, 1924
- Onthophagus eulaminicornis Pittino, 2006
- Onthophagus eulophus Bates, 1887
- Onthophagus euryceros Kabakov, 1998
- Onthophagus euzeti Walter & Cambefort, 1977
- Onthophagus evae Balthasar, 1944
- Onthophagus evanidus Harold, 1869
- Onthophagus everestae Pierce, 1946
- Onthophagus exasperatus Gerstaecker, 1871
- Onthophagus excisiceps D'Orbigny, 1902
- Onthophagus excisus Reiche & Saulcy, 1856
- Onthophagus excubitor Ziani & Gudenzi, 2006
- Onthophagus exiguus Raffray, 1877
- Onthophagus exilis D'Orbigny, 1913
- Onthophagus expansicornis Bates, 1891
- Onthophagus exquisitus Arrow, 1931
- Onthophagus extensicollis D'Orbigny, 1907

### F
- Onthophagus fabricianus Goidanich, 1926
- Onthophagus fabricii Waterhouse, 1894
- Onthophagus falcarius Balthasar, 1966
- Onthophagus falcifer Harold, 1880
- Onthophagus falculatus Boucomont, 1914
- Onthophagus fallaciosus Raffray, 1877
- Onthophagus falsivigilans Masumoto, 1995
- Onthophagus falsus Gillet, 1925
- Onthophagus falzonii Goidanich, 1926
- Onthophagus fasciatus Boucomont, 1914
- Onthophagus fasciculiger D'Orbigny, 1902
- Onthophagus fasciolatus Boucomont, 1924
- Onthophagus favrei Boucomont, 1914
- Onthophagus feai D'Orbigny, 1905
- Onthophagus felix Arrow, 1931
- Onthophagus ferox Harold, 1867
- Onthophagus ferrari Matthews, 1972
- Onthophagus filicornis Harold, 1873
- Onthophagus fimetarius Roth, 1851
- Onthophagus finschi Harold, 1877
- Onthophagus fissiceps Macleay, 1888
- Onthophagus fissicornis (Steven, 1809)
- Onthophagus fissinasus Fairmaire, 1895
- Onthophagus fitiniensis Cambefort, 1984
- Onthophagus flagrans Reitter, 1892
- Onthophagus flavibasis D'Orbigny, 1904
- Onthophagus flaviclava D'Orbigny, 1902
- Onthophagus flavicornis Germar, 1824
- Onthophagus flavimargo D'Orbigny, 1902
- Onthophagus flavipennis D'Orbigny, 1905
- Onthophagus flavoapicalis Lea, 1923
- Onthophagus flavocinctus Frey, 1975
- Onthophagus flavolimbatus Klug, 1855
- Onthophagus flavomaculatus Gillet, 1930
- Onthophagus flavorufus D'Orbigny, 1904
- Onthophagus fletcheri Blackburn, 1903
- Onthophagus flexicornis D'Orbigny, 1902
- Onthophagus flexifrons D'Orbigny, 1908
- Onthophagus fodiens Waterhouse, 1875
- Onthophagus foedus Boucomont, 1914
- Onthophagus foliaceus Lansberge, 1886
- Onthophagus foliiceps Quedenfeldt, 1884
- Onthophagus foraminosus D'Orbigny, 1902
- Onthophagus formaneki Reitter, 1897
- Onthophagus fortigibber Reitter, 1909
- Onthophagus fossibasis D'Orbigny, 1908
- Onthophagus fossifrons D'Orbigny, 1902
- Onthophagus fossor Arrow, 1931
- Onthophagus fossulatus D'Orbigny, 1908
- Onthophagus foulliouxi Cambefort, 1971
- Onthophagus foveatus Frey, 1957
- Onthophagus foveicollis Boucomont, 1930
- Onthophagus fracticornis (Preyssler, 1790)
- Onthophagus fradei Gomes Alves, 1956
- Onthophagus fragosus Génier & Howden, 2014
- Onthophagus francoisgenieri Krikken & Huijbregts, 2012
- Onthophagus francoisi Josso, 2013
- Onthophagus frankenbergeri Balthasar, 1933
- Onthophagus frankrozendaali Huijbregts & Krikken, 2012
- Onthophagus frenchi Blackburn, 1903
- Onthophagus fritschi D'Orbigny, 1902
- Onthophagus frontalis Raffray, 1877
- Onthophagus frugivorus Arrow, 1931
- Onthophagus fugitivus Péringuey, 1901
- Onthophagus fujiii Ochi & Kon, 1995
- Onthophagus fuliginosus Erichson, 1842
- Onthophagus fulvocinctus D'Orbigny, 1902
- Onthophagus fulvus Sharp, 1875
- Onthophagus fumatus D'Orbigny, 1913
- Onthophagus funestus Moretto & Génier, 2010
- Onthophagus fungicola D'Orbigny, 1908
- Onthophagus furcaticeps Masters, 1886
- Onthophagus furcatoides Lansberge, 1886
- Onthophagus furcatus (Fabricius, 1781)
- Onthophagus furciceps Marseul, 1869
- Onthophagus furcicollis Arrow, 1931
- Onthophagus furcillifer Bates, 1891
- Onthophagus furculifer D'Orbigny, 1905
- Onthophagus furculus (Fabricius, 1798)
- Onthophagus fuscatus D'Orbigny, 1908
- Onthophagus fuscidorsis D Orbigny, 1902
- Onthophagus fuscivestis D'Orbigny, 1902
- Onthophagus fuscopunctatus (Fabricius, 1798)
- Onthophagus fuscostriatus Boucomont, 1914
- Onthophagus fuscus Boucomont, 1932

### G
- Onthophagus gabonensis Walter, 1989
- Onthophagus gaesatus Boucomont, 1925
- Onthophagus gagates Hope, 1831
- Onthophagus gagatinus Gillet, 1930
- Onthophagus gagatoides Kabakov, 2006
- Onthophagus gaillardi D'Orbigny, 1911
- Onthophagus gajo Krikken, 1977
- Onthophagus galeatus Boucomont, 1919
- Onthophagus ganalensis Gestro, 1895
- Onthophagus gandju Matthews, 1972
- Onthophagus gangeticus Gillet, 1925
- Onthophagus gangulu Matthews, 1972
- Onthophagus garambae Frey, 1961
- Onthophagus gazella (Fabricius, 1787)
- Onthophagus gazellinus Bates, 1887
- Onthophagus geelongensis Blackburn, 1891
- Onthophagus gemellatus Raffray, 1877
- Onthophagus geminatus D'Orbigny, 1907
- Onthophagus geminifrons D'Orbigny, 1905
- Onthophagus gemma (Sharp, 1875)
- Onthophagus genuinus Kohlmann & Solis, 2001
- Onthophagus germanus Gillet, 1927
- Onthophagus geryon Balthasar, 1969
- Onthophagus gestroi Harold, 1877
- Onthophagus ghanensis Balthasar, 1966
- Onthophagus gibbicollis Lansberge, 1885
- Onthophagus gibbidorsis D'Orbigny, 1902
- Onthophagus gibbifrons D'Orbigny, 1902
- Onthophagus gibbulus (Pallas, 1781)
- Onthophagus gibbus D'Orbigny, 1913
- Onthophagus gibsoni Howden & Génier, 2004
- Onthophagus gidju Matthews, 1972
- Onthophagus gigantivigilans Masumoto, Hanboonsong & Ochi, 2002
- Onthophagus gilli Delgado & Howden, 2000
- Onthophagus ginyunensis Vsetecka, 1942
- Onthophagus giraffa (Hausmann, 1807)
- Onthophagus girardinae Walter, 1989
- Onthophagus giuseppecarpanetoi Tagliaferri & Moretto, 2012
- Onthophagus glabratus Hope, 1842
- Onthophagus glasunovi Koshantschikov, 1894
- Onthophagus glaucinus Gillet, 1930
- Onthophagus gnu Frey, 1955
- Onthophagus godarra Storey & Weir, 1990
- Onthophagus gonipa Krikken & Huijbregts, 2011
- Onthophagus gonopygus D'Orbigny, 1902
- Onthophagus gorochovi Kabakov, 1998
- Onthophagus gorodinskii Kabakov, 2008
- Onthophagus gorokae Paulian, 1972
- Onthophagus gothicus Gillet, 1930
- Onthophagus gracilipes Boucomont, 1914
- Onthophagus gradivus Balthasar, 1966
- Onthophagus grandidorsis D'Orbigny, 1913
- Onthophagus grandifrons D'Orbigny, 1907
- Onthophagus grandivigilans Masumoto, 1995
- Onthophagus graniceps D'Orbigny, 1908
- Onthophagus granosus D'Orbigny, 1913
- Onthophagus granulatus Boheman, 1858
- Onthophagus granulifer Harold, 1886
- Onthophagus granulifrons Frey, 1961
- Onthophagus granulipennis Lansberge, 1886
- Onthophagus granulum D'Orbigny, 1904
- Onthophagus granum Lansberge, 1885
- Onthophagus graphicus Wallengren, 1881
- Onthophagus grassei Walter, 1989
- Onthophagus grataehelenae Kohlmann & Solis, 2001
- Onthophagus gratus Arrow, 1931
- Onthophagus gravearmatus Balthasar, 1944
- Onthophagus gravis Walker, 1858
- Onthophagus gravoti D'Orbigny, 1908
- Onthophagus griseoaeneus Lansberge, 1885
- Onthophagus griseosetosus Arrow, 1931
- Onthophagus grossepunctatus Reitter, 1905
- Onthophagus guatemalensis Bates, 1887
- Onthophagus gulmarri Matthews, 1972
- Onthophagus gulo Arrow, 1931
- Onthophagus gurburra Storey & Weir, 1990
- Onthophagus guttatus Boheman, 1860
- Onthophagus guttiger D'Orbigny, 1905

### H
- Onthophagus haafi Frey, 1963
- Onthophagus haagi Harold, 1867
- Onthophagus haematopus Harold, 1875
- Onthophagus hageni Lansberge, 1883
- Onthophagus hagenmontis Krikken & Huijbregts, 2012
- Onthophagus hajimei Masumoto, 1984
- Onthophagus halffteri Zunino, 1981
- Onthophagus hamaticeps Arrow, 1931
- Onthophagus hamaticornis Gillet, 1930
- Onthophagus haroldi Ballion, 1870
- Onthophagus hartiniae Ochi & Kon, 2009
- Onthophagus hastifer Lansberge, 1885
- Onthophagus hayashii Masumoto, 1991
- Onthophagus hecate (Panzer, 1794)  (scooped scarab)
- Onthophagus helciatus Harold, 1871
- Onthophagus hemichalceus D'Orbigny, 1915
- Onthophagus hemichlorus D'Orbigny, 1915
- Onthophagus hemipygus Frey, 1964
- Onthophagus hericiniformis Moretto, 2010
- Onthophagus hericius D'Orbigny, 1908
- Onthophagus hermonensis Baraud, 1982
- Onthophagus herus Péringuey, 1901
- Onthophagus heteroclitus D'Orbigny, 1911
- Onthophagus heterorrhinus Lansberge, 1885
- Onthophagus heurni Gillet, 1930
- Onthophagus heydeni Harold, 1875
- Onthophagus heyrovskyi Vsetecka, 1943
- Onthophagus hiabunicus Kabakov, 1998
- Onthophagus hidakai Ochi & Kon, 1995
- Onthophagus hidalgus Zunino and Halffter, 1988
- Onthophagus hielkemai Krikken & Huijbregts, 2011
- Onthophagus hikidai Ochi & Kon, 2006
- Onthophagus hilaridis Cambefort, 1984
- Onthophagus hilaris D'Orbigny, 1905
- Onthophagus hildebrandti Harold, 1878
- Onthophagus hindu Arrow, 1931
- Onthophagus hingstoni Arrow, 1931
- Onthophagus hippopotamus Harold, 1869
- Onthophagus hirculus Mannerheim, 1829
- Onthophagus hircus Billberg, 1815
- Onthophagus hiroyukii Ochi, 2007
- Onthophagus hirsutulus Lansberge, 1883
- Onthophagus hirsutus D'Orbigny, 1902
- Onthophagus hirtellus Frey, 1957
- Onthophagus hirticulus D'Orbigny, 1915
- Onthophagus hirtipodex D'Orbigny, 1904
- Onthophagus hirtuosus Gillet, 1930
- Onthophagus hirtus (Illiger, 1803)
- Onthophagus hispanicus Baraud, 1963
- Onthophagus hissariensis Kabakov, 2006
- Onthophagus histeriformis Boucomont, 1914
- Onthophagus histrio D'Orbigny, 1902
- Onthophagus hoberlandti Balthasar, 1966
- Onthophagus hoepfneri Harold, 1869
- Onthophagus hollowayi Krikken & Huijbregts, 2017
- Onthophagus holosericus Harold, 1877
- Onthophagus holzi Boucomont, 1914
- Onthophagus hoogstraali Saylor, 1943
- Onthophagus hoplocerus Lea, 1923
- Onthophagus hoplothorax Gillet, 1930
- Onthophagus horii Ochi, Kon & Tsubaki, 2009
- Onthophagus horrens D'Orbigny, 1908
- Onthophagus horribilis Balthasar, 1969
- Onthophagus horridus D'Orbigny, 1908
- Onthophagus hosomai Ochi & Kon, 2014
- Onthophagus howdenorum Zunino & Halffter, 1988
- Onthophagus hsui Masumoto, Chen & Ochi, 2004
- Onthophagus hulstaerti Boucomont, 1932
- Onthophagus humpatensis Lansberge, 1886
- Onthophagus hyaena (Fabricius, 1801)
- Onthophagus hystrix Boucomont, 1914

### I
- Onthophagus ibex (Fabricius, 1792)
- Onthophagus ieti Cambefort, 1984
- Onthophagus ifugaoensis Ochi & Kon, 2006
- Onthophagus igualensis Bates, 1887
- Onthophagus illotus Péringuey, 1901
- Onthophagus illyricus (Scopoli, 1763)
- Onthophagus imbellis D'Orbigny, 1905
- Onthophagus imberbis D'Orbigny, 1902
- Onthophagus imbutus Sharp, 1875
- Onthophagus immundus Boheman, 1858
- Onthophagus importunus Péringuey, 1901
- Onthophagus impressicollis Boheman, 1860
- Onthophagus impunctatus D'Orbigny, 1904
- Onthophagus impurus Harold, 1868
- Onthophagus inaequalis D'Orbigny, 1902
- Onthophagus incantatus Balthasar, 1967
- Onthophagus incanus Macleay, 1888
- Onthophagus incensus Say, 1835
- Onthophagus incertus D'Orbigny, 1897
- Onthophagus incisus Harold, 1877
- Onthophagus includens D'Orbigny, 1905
- Onthophagus inclusus D'Orbigny, 1905
- Onthophagus incollaris Kabakov, 2008
- Onthophagus incornutus MacLeay, 1871
- Onthophagus indigus Péringuey, 1901
- Onthophagus indosinicus Boucomont, 1921
- Onthophagus indutus D'Orbigny, 1902
- Onthophagus inediapterus Kohlmann & Solis, 2001
- Onthophagus inelegans Balthasar, 1935
- Onthophagus ineptus Harold, 1871
- Onthophagus inermiceps D'Orbigny, 1905
- Onthophagus inermicollis D'Orbigny, 1908
- Onthophagus inermivertex Boucomont, 1921
- Onthophagus infaustus Cambefort, 1984
- Onthophagus inflaticollis Bates, 1889
- Onthophagus inflatus Walter & Cambefort, 1977
- Onthophagus infucatus Harold, 1877
- Onthophagus infuscatus Klug, 1845
- Onthophagus insignicollis Frey, 1954
- Onthophagus insignis Péringuey, 1896
- Onthophagus insularis Boheman, 1858
- Onthophagus insulindicus Boucomont, 1914
- Onthophagus insulsus Péringuey, 1901
- Onthophagus intermixtus D'Orbigny, 1902
- Onthophagus interruptus Raffray, 1877
- Onthophagus interstitialis Fahraeus, 1857
- Onthophagus intonsus D'Orbigny, 1913
- Onthophagus intricatus Moretto, 2010
- Onthophagus investigator Lansberge, 1885
- Onthophagus investis D'Orbigny, 1904
- Onthophagus iodiellus Bates, 1887
- Onthophagus ioramaculatus Krikken & Huijbregts, 2012
- Onthophagus ioranus Krikken & Huijbregts, 2012
- Onthophagus irianus Balthasar, 1969
- Onthophagus iris Sharp, 1875
- Onthophagus isanus Masumoto, Ochi & Hanboonsong, 2008
- Onthophagus ishiii Ochi & Kon, 1995
- Onthophagus isikdagensis Pittino, 2004
- Onthophagus itonoborui Masumoto, Ochi & Sakchoowong, 2012
- Onthophagus iulicola Cambefort, 1984
- Onthophagus iumienus Masumoto, Ochi & Hanboonsong, 2007
- Onthophagus iyengari Arrow, 1931

### J
- Onthophagus jacksoni D'Orbigny, 1913
- Onthophagus jacobeus Boucomont, 1924
- Onthophagus jalamari Matthews, 1972
- Onthophagus jalapensis Balthasar, 1939
- Onthophagus jangga Matthews, 1972
- Onthophagus janssensi Frey, 1958
- Onthophagus janthinus Harold, 1875
- Onthophagus janushevi Kabakov, 1983
- Onthophagus japonicus Harold, 1875
- Onthophagus javaecola Balthasar, 1959
- Onthophagus javanensis Balthasar, 1963
- Onthophagus javanoides Huijbregts & Krikken, 2011
- Onthophagus jeanneli D'Orbigny, 1913
- Onthophagus jeannelianus Paulian, 1945
- Onthophagus jingping Masumoto, Ochi & Hanboonsong, 2007
- Onthophagus jiupengensis Masumoto, Lan & Kiuchi, 2017
- Onthophagus joannae Goljan, 1953
- Onthophagus johkii Ochi & Kon, 1994
- Onthophagus joliveti Paulian, 1972
- Onthophagus jubatus Harold, 1869
- Onthophagus jugicola D'Orbigny, 1902
- Onthophagus juncticornis D'Orbigny, 1908
- Onthophagus justei Walter, 1989
- Onthophagus juvencus Klug, 1835
- Onthophagus jwalae Karimbumkara & Priyadarsanan, 2016

### K
- Onthophagus kabakovi Martin-Piera, 1985
- Onthophagus kachinicus Kabakov, 2006
- Onthophagus kaengkrachangus Masumoto, Ochi & Hanboonsong, 2008
- Onthophagus kakadu Storey & Weir, 1990
- Onthophagus kanarensis Arrow, 1931
- Onthophagus kangeanus Paulian, 1936
- Onthophagus kanyaayonus Masumoto, 1992
- Onthophagus kaosoidowensis Masumoto, Ochi & Hanboonsong, 2008
- Onthophagus kapitensis Frey, 1971
- Onthophagus kapuri Endrödi, 1974
- Onthophagus karenensis Masumoto, Ochi & Hanboonsong, 2008
- Onthophagus kashizakii Kon & Ochi, 2005
- Onthophagus kashmirensis Balthasar, 1966
- Onthophagus kassaicus D'Orbigny, 1908
- Onthophagus katangensis Frey, 1961
- Onthophagus katayamai Masumoto, Ochi & Sakchoowong, 2012
- Onthophagus kavirondus D'Orbigny, 1915
- Onthophagus kawaharai Ochi & Kon, 2007
- Onthophagus kchatriya Boucomont, 1914
- Onthophagus keikoae Ochi & Kon, 2014
- Onthophagus keiseri Frey, 1956
- Onthophagus kentingensis Nomura, 1973
- Onthophagus keralensis Frey, 1975
- Onthophagus keralicus Biswas & Chatterjee, 1986
- Onthophagus khonkaenus Masumoto, Ochi & Hanboonsong, 2008
- Onthophagus khonmiinitnoi Masumoto, 1990
- Onthophagus kiambram Storey, 1977
- Onthophagus kimioi Ochi, Kon & Kawahara, 2011
- Onthophagus kindermanni Harold, 1877
- Onthophagus kindianus Frey, 1953
- Onthophagus kingstoni Cambefort, 1980
- Onthophagus kinhthaicus Kabakov, 1998
- Onthophagus kirki Frey, 1975
- Onthophagus kirokanus Frey, 1975
- Onthophagus kiuchii Masumoto, 1995
- Onthophagus kiyoshii Ochi & Kon, 2007
- Onthophagus kleinei Balthasar, 1935
- Onthophagus knapperti Krikken, 1981
- Onthophagus knausi Brown, 1927
- Onthophagus knulli Howden and Cartwright, 1963
- Onthophagus kochi Frey, 1957
- Onthophagus koebelei Blackburn, 1903
- Onthophagus koechlei Masumoto, Ochi & Kon, 2011
- Onthophagus kokereka Matthews, 1972
- Onthophagus kokocellosus Krikken & Huijbregts, 2013
- Onthophagus kokodanus Krikken & Huijbregts, 2012
- Onthophagus kokodentatus Krikken & Huijbregts, 2013
- Onthophagus kokoiorus Krikken & Huijbregts, 2012
- Onthophagus kokopygus Krikken & Huijbregts, 2013
- Onthophagus kokosquamatus Krikken & Huijbregts, 2012
- Onthophagus kolaka Huijbregts & Krikken, 2009
- Onthophagus kolenatii Reitter, 1892
- Onthophagus koma Matsumura, 1937
- Onthophagus komareki Balthasar, 1935
- Onthophagus kondaoensis Kabakov, 1994
- Onthophagus kongkaewensis Masumoto, Ochi & Sakchoowong, 2012
- Onthophagus koni Ochi, 2007
- Onthophagus konoi Matsumura, 1938
- Onthophagus konsarnensis Masumoto, Ochi & Hanboonsong, 2008
- Onthophagus kontumicus Kabakov, 1983
- Onthophagus kora Storey, 1977
- Onthophagus koryoensis Kim, 1985
- Onthophagus koshunensis Balthasar, 1941
- Onthophagus kouassii Cambefort, 1984
- Onthophagus kozlovi Kabakov, 1990
- Onthophagus kraatzeanus Lansberge, 1883
- Onthophagus krakadaakhomus Masumoto, 1992
- Onthophagus kukali Krikken & Huijbregts, 2013
- Onthophagus kukunorensis Kabakov, 1990
- Onthophagus kulti Balthasar, 1952
- Onthophagus kuluensis Bates, 1891
- Onthophagus kulzeri Frey, 1958
- Onthophagus kumaonensis Arrow, 1931
- Onthophagus kumbaingeri Matthews, 1972
- Onthophagus kuraruanus Matsumura, 1938
- Onthophagus kyleensis Frey, 1975
- Onthophagus kyokoae Masumoto & Ochi, 2015

### L
- Onthophagus labdacus Balthasar, 1969
- Onthophagus laborans Arrow, 1931
- Onthophagus lacustris Harold, 1877
- Onthophagus laetus D'Orbigny, 1913
- Onthophagus laevatus D'Orbigny, 1902
- Onthophagus laeviceps D'Orbigny, 1902
- Onthophagus laevidorsis D'Orbigny, 1907
- Onthophagus laevigatus (Fabricius, 1798)
- Onthophagus laevis Harold, 1880
- Onthophagus laevissimus D'Orbigny, 1905
- Onthophagus lagnyi Paulian, 1937
- Onthophagus lahorensis Kabakov, 2008
- Onthophagus lamellicornis Frey, 1953
- Onthophagus lamelliger Gerstaecker, 1871
- Onthophagus lamgalio Matthews, 1972
- Onthophagus laminatus MacLeay, 1864
- Onthophagus laminicornis Lansberge, 1886
- Onthophagus laminidorsis D'Orbigny, 1902
- Onthophagus laminosus D'Orbigny, 1905
- Onthophagus lamnifer D'Orbigny, 1902
- Onthophagus lamotellus Cambefort, 1980
- Onthophagus lamottei Frey, 1962
- Onthophagus lamtoensis Cambefort, 1984
- Onthophagus lamtoi Cambefort, 1980
- Onthophagus lamyi Paulian, 1945
- Onthophagus landolti Harold, 1880
- Onthophagus langkawiensis Ochi & Kon, 2015
- Onthophagus lannamiibun Masumoto, Ochi & Hanboonsong, 2002
- Onthophagus lapillus Arrow, 1931
- Onthophagus laratinus Arrow, 1916
- Onthophagus lassulus Balthasar, 1964
- Onthophagus latenasutus Arrow, 1941
- Onthophagus latepunctatus D'Orbigny, 1913
- Onthophagus latestriatus D'Orbigny, 1908
- Onthophagus latevittatus D'Orbigny, 1905
- Onthophagus laticornis Gebler, 1823
- Onthophagus latigena D'Orbigny, 1897
- Onthophagus latigibber D Orbigny, 1902
- Onthophagus latipennis D'Orbigny, 1897
- Onthophagus latissimus D'Orbigny, 1902
- Onthophagus latro Harold, 1877
- Onthophagus leai Blackburn, 1895
- Onthophagus leanus Goidanich, 1926
- Onthophagus lebasi Boucomont, 1932
- Onthophagus lecontei Harold, 1871
- Onthophagus lefebvrei D'Orbigny, 1913
- Onthophagus lefiniensis Balthasar, 1967
- Onthophagus legendrei Walter & Cambefort, 1977
- Onthophagus leichhardti Monteith & Storey, 2013
- Onthophagus lekmaengtibanphrao Masumoto & Ochi, 2015
- Onthophagus leknamnaous Masumoto & Ochi, 2015
- Onthophagus lemagneni D'Orbigny, 1902
- Onthophagus lemekensis D'Orbigny, 1915
- Onthophagus lemniscatus Gillet, 1924
- Onthophagus lemur (Fabricius, 1781)
- Onthophagus lemuroides D'Orbigny, 1898
- Onthophagus lenis Kabakov, 1998
- Onthophagus lenzii Harold, 1875
- Onthophagus leomontanus Boucomont, 1914
- Onthophagus leroyi D'Orbigny, 1902
- Onthophagus leucopygus Harold, 1867
- Onthophagus leucostigma (Steven, 1811)
- Onthophagus leusermontis Huijbregts & Krikken, 2011
- Onthophagus liberianus Lansberge, 1883
- Onthophagus lilliputanus Lansberge, 1883
- Onthophagus limbatus (Herbst, 1789)
- Onthophagus limonensis Kohlmann & Solis, 2001
- Onthophagus lindaae Masumoto, 1989
- Onthophagus lindu Huijbregts & Krikken, 2009
- Onthophagus liodermus D'Orbigny, 1913
- Onthophagus lioides D'Orbigny, 1902
- Onthophagus liopterus Harold, 1880
- Onthophagus liothorax Koshantschikov, 1894
- Onthophagus lituratus Roth, 1851
- Onthophagus liui Masumoto, Ochi & Lee, 2014
- Onthophagus liwagensis Ochi & Kon, 2006
- Onthophagus lobi Cambefort, 1984
- Onthophagus lojanus Balthasar, 1939
- Onthophagus lomii Muller, 1942
- Onthophagus longegranus Frey, 1957
- Onthophagus longiceps D'Orbigny, 1904
- Onthophagus longimanus Bates, 1887
- Onthophagus longipes Paulian, 1937
- Onthophagus longipilis D'Orbigny, 1905
- Onthophagus lore Huijbregts & Krikken, 2009
- Onthophagus lorianus Gillet, 1930
- Onthophagus loroi Balthasar, 1941
- Onthophagus loudetiae Cambefort, 1984
- Onthophagus loveni Gillet, 1928
- Onthophagus loxodontae Cambefort, 1984
- Onthophagus loxodontaphilus Moretto, 2009
- Onthophagus lucidus (Illiger, 1800)
- Onthophagus luctuosus Boucomont, 1914
- Onthophagus ludicrus Balthasar, 1969
- Onthophagus ludio Boucomont, 1914
- Onthophagus lugens Fahraeus, 1857
- Onthophagus lugubris Fahraeus, 1857
- Onthophagus luismargaritorum Delgado, 1995
- Onthophagus lumareti Walter & Cambefort, 1977
- Onthophagus lunatus Harold, 1868
- Onthophagus lunulifer Boucomont, 1914
- Onthophagus luridipennis Boheman, 1858
- Onthophagus lutaticollis D'Orbigny, 1907
- Onthophagus luteosignatus Lansberge, 1883
- Onthophagus luteus Oustalet, 1874
- Onthophagus lutosopictus Fairmaire, 1897

### M
- Onthophagus macedonicus Miksic, 1959
- Onthophagus macleayi Blackburn, 1903
- Onthophagus macrocephalus Kirby, 1818
- Onthophagus macroliberianus Moretto, 2010
- Onthophagus macrothorax D'Orbigny, 1902
- Onthophagus maculosipennis Gillet, 1930
- Onthophagus maculosus D'Orbigny, 1908
- Onthophagus madoqua Arrow, 1931
- Onthophagus maephaluangus Masumoto, Ochi & Hanboonsong, 2007
- Onthophagus maesaensis Masumoto, Ochi & Hanboonsong, 2002
- Onthophagus maesalongensis Masumoto, Ochi & Hanboonsong, 2013
- Onthophagus magnini Paulian, 1933
- Onthophagus magnioculus Ochi & Kon, 2006
- Onthophagus magnipygus Boucomont, 1914
- Onthophagus maki (Illiger, 1803)
- Onthophagus makokou Walter, 1989
- Onthophagus malabarensis Boucomont, 1919
- Onthophagus malangensis Boucomont, 1914
- Onthophagus malasiacus Gillet, 1927
- Onthophagus maleengnaafon Masumoto, 1990
- Onthophagus maleengnoi Masumoto, 1990
- Onthophagus malevolus Balthasar, 1964
- Onthophagus malthinus Gillet, 1930
- Onthophagus mamillatus Lea, 1923
- Onthophagus manguliensis Boucomont, 1914
- Onthophagus manipurensis Arrow, 1907
- Onthophagus maniti Masumoto, 1989
- Onthophagus mankonoensis Balthasar, 1966
- Onthophagus manya Matthews, 1972
- Onthophagus marahouensis Cambefort, 1984
- Onthophagus margaretensis Blackburn, 1903
- Onthophagus margaritifer D'Orbigny, 1898
- Onthophagus marginalis (Gebler, 1817)
- Onthophagus marginatus Castelnau, 1840
- Onthophagus marginicollis Harold, 1880
- Onthophagus marginifer Frey, 1953
- Onthophagus mariozuninoi Delgado, Navarrete & Blackaller-Bages, 1993
- Onthophagus marmotae Kabakov, 1990
- Onthophagus marshalli D'Orbigny, 1908
- Onthophagus martellii Frey, 1972
- Onthophagus martialis Boucomont, 1914
- Onthophagus martinpierai Moctezuma, Rossini & Zunino, 2016
- Onthophagus maruchanus Masumoto, Ochi & Sakchoowong, 2012
- Onthophagus maruyamai Ochi, Kon & Masumoto, 2014
- Onthophagus maryatiae Ochi & Kon, 2005
- Onthophagus masaicus D'Orbigny, 1905
- Onthophagus masaoi Ochi, 1992
- Onthophagus massai Baraud, 1975
- Onthophagus masumotoi Ochi, 1985
- Onthophagus matae Cambefort, 1984
- Onthophagus matanyo Huijbregts & Krikken, 2009
- Onthophagus matsudai Ochi & Kon, 2004
- Onthophagus matsuii Ochi & Kon, 2006
- Onthophagus mauritii Boucomont, 1919
- Onthophagus maxwellianus Moretto, 2013
- Onthophagus maya Zunino, 1981
- Onthophagus mayeri Harold, 1876
- Onthophagus mcclevei Howden and Génier, 2004
- Onthophagus mediofuscatus D'Orbigny, 1908
- Onthophagus medius (Kugelann, 1792)
- Onthophagus medorensis Brown, 1929
- Onthophagus medvedevi Kabakov, 1982
- Onthophagus megapacificus Ochi & Kon, 2006
- Onthophagus megathorax Gillet, 1921
- Onthophagus mekara Huijbregts & Krikken, 2009
- Onthophagus melanocephalus Klug, 1845
- Onthophagus melitaeus (Fabricius, 1798)
- Onthophagus mendeli Ochi, Kon & Barclay, 2009
- Onthophagus mendicus Gillet, 1924
- Onthophagus menieri Ochi, 2003
- Onthophagus menkaoensis Walter & Cambefort, 1977
- Onthophagus mentaveiensis Boucomont, 1914
- Onthophagus merdarius Chevrolat, 1865
- Onthophagus merdrignaci Walter & Cambefort, 1977
- Onthophagus meruanus D'Orbigny, 1908
- Onthophagus merus Péringuey, 1901
- Onthophagus metalliceps Arrow, 1931
- Onthophagus metalliger D'Orbigny, 1913
- Onthophagus mexicanus Bates, 1887
- Onthophagus mextexus Howden and Cartwright, 1970
- Onthophagus micropterus Zunino & Halffter, 1981
- Onthophagus micros D'Orbigny, 1902
- Onthophagus mije Storey & Weir, 1990
- Onthophagus miles D'Orbigny, 1905
- Onthophagus militaris Boucomont, 1914
- Onthophagus millamilla Matthews, 1972
- Onthophagus millingeni D'Orbigny, 1898
- Onthophagus mimikanus Balthasar, 1969
- Onthophagus mimus D'Orbigny, 1913
- Onthophagus minans D'Orbigny, 1913
- Onthophagus minax D'Orbigny, 1904
- Onthophagus mindanaensis Boucomont, 1914
- Onthophagus mindanaoensis Frey, 1971
- Onthophagus minotaurus Arrow, 1941
- Onthophagus minutissimus D'Orbigny, 1908
- Onthophagus minutulus Harold, 1875
- Onthophagus minutus (Hausmann, 1807)
- Onthophagus mirabilis Bates, 1887
- Onthophagus mirandus Arrow, 1931
- Onthophagus miricollis Frey, 1962
- Onthophagus miricornis D'Orbigny, 1902
- Onthophagus mirifrons D'Orbigny, 1905
- Onthophagus miscellaneus D'Orbigny, 1908
- Onthophagus miscellus D'Orbigny, 1905
- Onthophagus misellus D'Orbigny, 1907
- Onthophagus mixticeps D'Orbigny, 1905
- Onthophagus mixtidorsis D'Orbigny, 1905
- Onthophagus mjobergi Gillet, 1925
- Onthophagus mniszechi Harold, 1869
- Onthophagus moajat Huijbregts & Krikken, 2009
- Onthophagus mocquerysi D'Orbigny, 1902
- Onthophagus modestus Harold, 1862
- Onthophagus mogo Krikken & Huijbregts, 2008
- Onthophagus mokwamensis Krikken & Huijbregts, 2012
- Onthophagus monardi Boucomont, 1936
- Onthophagus monardiellus Frey, 1963
- Onthophagus monforti Josso & Prévost, 2006
- Onthophagus mongana Storey & Weir, 1990
- Onthophagus mongkhoni Masumoto, Hanboonsong & Ochi, 2002
- Onthophagus monodon Fahraeus, 1857
- Onthophagus monteithi Matthews, 1972
- Onthophagus montishannoniae Krikken & Huijbrechts, 2008
- Onthophagus montivagus D'Orbigny, 1902
- Onthophagus montreuili Moretto & Génier, 2010
- Onthophagus mopsus (Fabricius, 1792)
- Onthophagus mordindangus Masumoto, Ochi & Hanboonsong, 2008
- Onthophagus moreleti Baraud, 1980
- Onthophagus morenoi Moretto, 2013
- Onthophagus moroni Zunino & Halffter, 1988
- Onthophagus morosus Gerstaecker, 1871
- Onthophagus mpassa Walter, 1982
- Onthophagus mucronatus Thomson, 1858
- Onthophagus mucronifer D'Orbigny, 1905
- Onthophagus muelleri Novak, 1921
- Onthophagus mulgravei Paulian, 1937
- Onthophagus mulleri Lansberge, 1883
- Onthophagus multipunctatus Boucomont, 1914
- Onthophagus mulutagal Ochi, Kon & Barclay, 2016
- Onthophagus mundill Matthews, 1972
- Onthophagus murchisoni Blackburn, 1892
- Onthophagus murgon Monteith & Storey, 2013
- Onthophagus musculus Frey, 1963
- Onthophagus mutatus Harold, 1859
- Onthophagus muticus MacLeay, 1864

### N
- Onthophagus naaroon Masumoto, 1990
- Onthophagus nabeleki Balthasar, 1939
- Onthophagus naevius D'Orbigny, 1913
- Onthophagus naevuliger D'Orbigny, 1908
- Onthophagus nagasawai Matsumura, 1938
- Onthophagus nagpurensis Arrow, 1931
- Onthophagus nammuldi Matthews, 1972
- Onthophagus namnaoensis Masumoto, Ochi & Hanboonsong, 2002
- Onthophagus namnaous Masumoto, Ochi & Hanboonsong, 2013
- Onthophagus nampatensis Tarasov & Kabakov, 2010
- Onthophagus nanus Harold, 1878
- Onthophagus napolovi Kabakov, 1998
- Onthophagus nasalis Arrow, 1931
- Onthophagus nasicornis Harold, 1869
- Onthophagus nasicus Gillet, 1930
- Onthophagus naso Fahraeus, 1857
- Onthophagus nasonis Kabakov, 1998
- Onthophagus nasutus Guérin-Méneville, 1855
- Onthophagus natronis Cambefort, 1984
- Onthophagus navarretorum Delgado & Capistan, 1996
- Onthophagus neboissi Frey, 1970
- Onthophagus nebulosus Reiche, 1864
- Onthophagus necessarius Reitter, 1892
- Onthophagus necrophagus Arrow, 1931
- Onthophagus neervoorti Boucomont, 1914
- Onthophagus nefarius Balthasar, 1963
- Onthophagus negligens Walker, 1858
- Onthophagus nemorivagus Kohlmann & Solis, 2001
- Onthophagus neocolobus Scheuern, 1996
- Onthophagus neofurcatus Goidanich, 1926
- Onthophagus neomirabilis Howden, 1973
- Onthophagus neostenocerus Goidanich, 1926
- Onthophagus neyo Moretto, 2013
- Onthophagus nicobaricus Biswas, Chatterjee & Sengupta, 1999
- Onthophagus nigellus (Illiger, 1803)
- Onthophagus nigerianus D'Orbigny, 1913
- Onthophagus nigriceps Raffray, 1877
- Onthophagus nigrinus Paulian, 1937
- Onthophagus nigriobscurior Ochi, Kon & Tsubaki, 2009
- Onthophagus nigripennis D'Orbigny, 1908
- Onthophagus nigriventris d'Orbigny, 1905
- Onthophagus nigrivestis D'Orbigny, 1902
- Onthophagus nigropubens D'Orbigny, 1908
- Onthophagus nikolajevi Kabakov, 2006
- Onthophagus nilgirensis Gillet, 1922
- Onthophagus nilicola D'Orbigny, 1902
- Onthophagus niloticus Harold, 1879
- Onthophagus nimbatus D'Orbigny, 1905
- Onthophagus niokolokoba Moretto, 2007
- Onthophagus nitefactus Harold, 1877
- Onthophagus nitidifrons D'Orbigny, 1905
- Onthophagus nitidior Bates, 1887
- Onthophagus nitidulus Klug, 1845
- Onthophagus nodieri D'Orbigny, 1908
- Onthophagus nodulifer Harold, 1867
- Onthophagus nongkaiensis Masumoto, Ochi & Hanboonsong, 2002
- Onthophagus nonstriatus D'Orbigny, 1905
- Onthophagus notatus D'Orbigny, 1902
- Onthophagus notiodes Solis & Kohlmann, 2003
- Onthophagus novaeirlandiae Balthasar, 1969
- Onthophagus nubilus Kohlmann & Solis, 2001
- Onthophagus nuchicornis (Linnaeus, 1758)
- Onthophagus nudatus D'Orbigny, 1913
- Onthophagus nudifrons Balthasar, 1939
- Onthophagus nudus D'Orbigny, 1908
- Onthophagus numidicus D'Orbigny, 1908
- Onthophagus nurestanicus Kabakov, 1982
- Onthophagus nurubuan Matthews, 1972
- Onthophagus nyctopus Bates, 1887
- Onthophagus nymani Gillet, 1930

### O
- Onthophagus obenbergeri Balthasar, 1965
- Onthophagus oberthuri D'Orbigny, 1898
- Onthophagus obliquus (Olivier, 1789)
- Onthophagus obliviosus Balthasar, 1935
- Onthophagus oblongus Zhang, 1997
- Onthophagus obscurior Boucomont, 1914
- Onthophagus obtusicornis Fahraeus, 1857
- Onthophagus obtutus Péringuey, 1901
- Onthophagus occipitalis Lansberge, 1885
- Onthophagus ocellatopunctatus Waterhouse, 1875
- Onthophagus ocellidorsis D'Orbigny, 1915
- Onthophagus ocellifer D'Orbigny, 1902
- Onthophagus ocelliger Harold, 1877
- Onthophagus ochii Masumoto, 1988
- Onthophagus ochreatus D'Orbigny, 1897
- Onthophagus ochromerus Harold, 1877
- Onthophagus ochropygus D'Orbigny, 1902
- Onthophagus octogonus Frey, 1962
- Onthophagus octonaevus Kabakov, 1994
- Onthophagus oculatus Arrow, 1931
- Onthophagus ofianus Krikken & Huijbregts, 2013
- Onthophagus ohbayashii Nomura, 1939
- Onthophagus ohkuboi Ochi & Kon, 2006
- Onthophagus okahandjanus Balthasar, 1974
- Onthophagus oklahomensis Brown, 1927
- Onthophagus olidus Balthasar, 1964
- Onthophagus olsoufieffi Boucomont, 1924
- Onthophagus omostigma D'Orbigny, 1902
- Onthophagus onorei Zunino & Halffter, 1997
- Onthophagus onthochromus Arrow, 1913
- Onthophagus ontosatu Huijbregts & Krikken, 2012
- Onthophagus opacicollis Reitter, 1892
- Onthophagus opacifalculatus Ochi, Kon & Tsubaki, 2009
- Onthophagus opacihartiniae Ochi & Kon, 2015
- Onthophagus opacotaurus Krikken & Huijbregts, 2012
- Onthophagus ophion Erichson, 1847
- Onthophagus ophtalmicus Frey, 1958
- Onthophagus orbicularis Lansberge, 1885
- Onthophagus orbus Boucomont, 1924
- Onthophagus orientalis Harold, 1868
- Onthophagus orissanus Arrow, 1931
- Onthophagus ornaticollis Gillet, 1930
- Onthophagus ornatulus D'Orbigny, 1908
- Onthophagus orpheus (Panzer, 1794)
- Onthophagus orphnoides Bates, 1887
- Onthophagus orthocerus Thomson, 1858
- Onthophagus osculatii Guérin-Méneville, 1855
- Onthophagus osellai Pittino, 1982
- Onthophagus oshimanus Nakane, 1960
- Onthophagus otai Ochi & Kon, 2006
- Onthophagus otjivarongus Balthasar, 1967
- Onthophagus ouratita Matthews, 1972
- Onthophagus ovatulus Heer, 1847
- Onthophagus ovatus (Linnaeus, 1767)
- Onthophagus ovigranosus Frey, 1971
- Onthophagus ovulum Gerstaecker, 1871

### P
- Onthophagus pacificus Lansberge, 1885
- Onthophagus padrinoi Delgado, 1999
- Onthophagus palamoui Biswas & Chatterjee, 1986
- Onthophagus palatus Boucomont, 1914
- Onthophagus palavanus Balthasar, 1959
- Onthophagus palawanicus Ochi & Kon, 2004
- Onthophagus palawantagal Ochi, Kon & Barclay, 2016
- Onthophagus paliceps Arrow, 1931
- Onthophagus pallidipennis Fahraeus, 1857
- Onthophagus pallidus D'Orbigny, 1905
- Onthophagus paluma Matthews, 1972
- Onthophagus panici Petrovitz, 1964
- Onthophagus papuater Krikken & Huijbregts, 2012
- Onthophagus papuensis Harold, 1877
- Onthophagus papulatorius Kabakov, 2008
- Onthophagus papulatus Boucomont, 1914
- Onthophagus papuplicatus Krikken & Huijbregts, 2012
- Onthophagus papurugosus Krikken & Huijbregts, 2012
- Onthophagus paracentricornis Ochi & Kon, 2014
- Onthophagus parachandrai Ochi, Kon & Tsubaki, 2009
- Onthophagus parafalculatus Ochi, Kon & Tsubaki, 2009
- Onthophagus parafasciatus Balthasar, 1974
- Onthophagus parallelicornis Macleay, 1887
- Onthophagus paramasaoi Ochi, Kon & Barclay, 2009
- Onthophagus parapalatus Krikken & Huijbregts, 1988
- Onthophagus parapedisequus Balthasar, 1969
- Onthophagus paravinctus Tagliaferri & Moretto, 2012
- Onthophagus parceguttatus D'Orbigny, 1902
- Onthophagus parcenotatus D'Orbigny, 1913
- Onthophagus parcepictus D'Orbigny, 1908
- Onthophagus parcepilosus Balthasar, 1966
- Onthophagus pardalis (Fabricius, 1798)
- Onthophagus parenthesis Boucomont, 1913
- Onthophagus parisii Balthasar, 1941
- Onthophagus parmatus Reitter, 1892
- Onthophagus paroculus Krikken & Huijbregts, 1987
- Onthophagus parrumbal Matthews, 1972
- Onthophagus parryi Harold, 1869
- Onthophagus parumnotatus Fahraeus, 1857
- Onthophagus parviobscurior Ochi, Kon & Tsubaki, 2009
- Onthophagus parvulus (Fabricius, 1798)
- Onthophagus parvus Blanchard, 1853
- Onthophagus pasotagal Ochi, Kon & Barclay, 2016
- Onthophagus pastillatus Boucomont, 1919
- Onthophagus paucigranosus Lansberge, 1886
- Onthophagus paulianellus Frey, 1958
- Onthophagus pauliani Balthasar, 1937
- Onthophagus pauper Boucomont, 1914
- Onthophagus pauxillus D'Orbigny, 1902
- Onthophagus pavidus Harold, 1877
- Onthophagus pedator Sharp, 1875
- Onthophagus pedester Howden & Génier, 2004
- Onthophagus pedisequus Balthasar, 1969
- Onthophagus pendjarius Josso & Prévost, 2006
- Onthophagus penedwardsae Monteith & Storey, 2013
- Onthophagus peninsularis Boucomont, 1914
- Onthophagus peninsulomerus Huijbregts & Krikken, 2011
- Onthophagus penmani Masumoto & Ochi & Hanboonsong, 2002
- Onthophagus pennsylvanicus Harold, 1871
- Onthophagus pentacanthus Harold, 1867
- Onthophagus peotoxus Krikken & Huijbregts, 2012
- Onthophagus perakensis Ochi, Kon & Masumoto, 2014
- Onthophagus peramelinus (Lea, 1923)
- Onthophagus perniger Boucomont, 1930
- Onthophagus perpilosus MacLeay, 1871
- Onthophagus personatus Boucomont, 1914
- Onthophagus petenensis Howden & Gill, 1993
- Onthophagus petrovitzi Frey, 1975
- Onthophagus petrovitzianus Pittino, 2006
- Onthophagus pexatus Harold, 1869
- Onthophagus peyrierasi Paulian, 1985
- Onthophagus phahompokus Masumoto & Ochi, 2015
- Onthophagus phakuaiensis Masumoto, Ochi & Hanboonsong, 2013
- Onthophagus phanaeicollis Lansberge, 1883
- Onthophagus phanaeides Frey, 1956
- Onthophagus phanaeiformis Boucomont, 1914
- Onthophagus phanaeomorphus Janssens, 1954
- Onthophagus phatoensis Masumoto, Ochi & Hanboonsong, 2008
- Onthophagus phetchabunensis Masumoto, Ochi & Hanboonsong, 2002
- Onthophagus philippinensis Boucomont, 1919
- Onthophagus phillippsorum Krikken & Huijbregts, 1987
- Onthophagus phoenicocerus Lea, 1923
- Onthophagus phrixus Balthasar, 1969
- Onthophagus phrutsaphaakhomus Masumoto, 1992
- Onthophagus phukhieoensis Masumoto, Ochi & Hanboonsong, 2007
- Onthophagus phuquoci Paulian, 1945
- Onthophagus picatus D'Orbigny, 1902
- Onthophagus piceiceps D'Orbigny, 1904
- Onthophagus piceorufulus Kabakov, 1994
- Onthophagus picipennis Hope, 1841
- Onthophagus pictipennis D'Orbigny, 1913
- Onthophagus pictipodex D'Orbigny, 1902
- Onthophagus picturatus D'Orbigny, 1908
- Onthophagus pictus Reitter, 1892
- Onthophagus piffli Petrovitz, 1961
- Onthophagus pilicollis D'Orbigny, 1902
- Onthophagus pilipodex D'Orbigny, 1913
- Onthophagus pillara Matthews, 1972
- Onthophagus pilosus Fahraeus, 1857
- Onthophagus pimpasaleei Masumoto, Ochi & Hanboonsong, 2008
- Onthophagus pinaroo Storey & Weir, 1990
- Onthophagus pinguis Gerstaecker, 1871
- Onthophagus pipitzi Ancey, 1883
- Onthophagus pisciphagus Walter & Cambefort, 1977
- Onthophagus pithankithae Karimbumkara & Priyadarsanan, 2016
- Onthophagus placens Péringuey, 1904
- Onthophagus planaticeps D'Orbigny, 1913
- Onthophagus planiceps MacLeay, 1886
- Onthophagus planicollis Harold, 1880
- Onthophagus planifrons Frey, 1962
- Onthophagus platalea Arrow, 1941
- Onthophagus platypus Zhang, 1997
- Onthophagus plebejus Klug, 1855
- Onthophagus pleurogonus D'Orbigny, 1913
- Onthophagus plicatifrons D'Orbigny, 1908
- Onthophagus pljushtchi Ivanova, 2012
- Onthophagus poeophagus Kabakov, 1979
- Onthophagus poggii Scheuern, 1996
- Onthophagus politissimus D'Orbigny, 1908
- Onthophagus politus (Fabricius, 1798)
- Onthophagus pollicatus Harold, 1879
- Onthophagus polyedrus D'Orbigny, 1905
- Onthophagus polyodon D'Orbigny, 1913
- Onthophagus polyphemi Hubbard, 1894  (gopher tortoise onthophagus beetle)
- Onthophagus polystigma D'Orbigny, 1902
- Onthophagus ponticus Harold, 1883
- Onthophagus pooensis Cambefort & Nicolas, 1991
- Onthophagus popovi Kabakov, 1983
- Onthophagus porcus Arrow, 1931
- Onthophagus possoi Walter, 1982
- Onthophagus posticicornis D'Orbigny, 1913
- Onthophagus posticus Erichson, 1842
- Onthophagus potanini Kabakov, 1979
- Onthophagus praecellens Bates, 1887
- Onthophagus praedatus Harold, 1862
- Onthophagus praelaminatus Frey, 1957
- Onthophagus praestans Péringuey, 1901
- Onthophagus praetortus Péringuey, 1904
- Onthophagus prehensilis (Arrow, 1920)
- Onthophagus privus Kabakov, 1998
- Onthophagus probus Péringuey, 1901
- Onthophagus procurvus Balthasar, 1935
- Onthophagus prodromus Heer, 1862
- Onthophagus producticollis D'Orbigny, 1908
- Onthophagus productus Arrow, 1907
- Onthophagus profanus Frey, 1958
- Onthophagus proletarius Harold, 1875
- Onthophagus promontorii Boucomont, 1924
- Onthophagus pronus Erichson, 1842
- Onthophagus propinquus Macleay, 1888
- Onthophagus propraecellens Howden & Gill, 1987
- Onthophagus proteus D'Orbigny, 1902
- Onthophagus protuberans Frey, 1955
- Onthophagus proximus D'Orbigny, 1908
- Onthophagus pseudoaeneus D'Orbigny, 1908
- Onthophagus pseudobidens D'Orbigny, 1915
- Onthophagus pseudobrutus Kabakov, 1983
- Onthophagus pseudocaccobius Reitter, 1889
- Onthophagus pseudoconvexicollis Bai & Yang, 2016
- Onthophagus pseudocoracinus Kabakov, 1983
- Onthophagus pseudocostifer Krikken & Huijbregts, 2012
- Onthophagus pseudofimetarius Balthasar, 1946
- Onthophagus pseudofuscus Zunino and Halffter, 1988
- Onthophagus pseudohystrix Masumoto, 1995
- Onthophagus pseudojaponicus Balthasar, 1941
- Onthophagus pseudojavanus Paulian, 1931
- Onthophagus pseudoliberianus Moretto, 2010
- Onthophagus pseudopilosus Frey, 1958
- Onthophagus pseudoplebejus Moretto, 2009
- Onthophagus pseudosanguineus Walter & Cambefort, 1977
- Onthophagus pseudosellatus Balthasar, 1964
- Onthophagus pseudoundulans Zunino & Halffter, 1988
- Onthophagus pseudovinctus Tagliaferri & Moretto, 2012
- Onthophagus pseudoworoae Ochi, Kon & Barclay, 2009
- Onthophagus psychopompus Ziani & Garakhloo, 2010
- Onthophagus ptox Erichson, 1847
- Onthophagus puberulus D'Orbigny, 1902
- Onthophagus pugionatus Fahraeus, 1857
- Onthophagus pugnacior Blackburn, 1903
- Onthophagus pugnax Harold, 1868
- Onthophagus pulchellus D'Orbigny, 1905
- Onthophagus pullatus D'Orbigny, 1905
- Onthophagus pullus Roth, 1851
- Onthophagus pumilus Kabakov, 2014
- Onthophagus punctator Reitter, 1892
- Onthophagus punctatus (Illiger, 1803)
- Onthophagus punneeae Masumoto, 1989
- Onthophagus punthari Storey, 1977
- Onthophagus pupillatus Kolbe, 1886
- Onthophagus purifrons D'Orbigny, 1908
- Onthophagus purpurascens Boucomont, 1914
- Onthophagus purpureicollis MacLeay, 1864
- Onthophagus pusillus (Fabricius, 1798)
- Onthophagus pusio Fahraeus, 1857
- Onthophagus pygargus Motschulsky, 1845
- Onthophagus pygidialis Lansberge, 1883
- Onthophagus pygmaeus (Schaller, 1783)

### Q-R
- Onthophagus quadricallosus D'Orbigny, 1902
- Onthophagus quadricolor Kabakov, 1983
- Onthophagus quadricuspis D'Orbigny, 1908
- Onthophagus quadridentatus (Fabricius, 1798)
- Onthophagus quadrilunatus D'Orbigny, 1902
- Onthophagus quadrimaculatus Raffray, 1877
- Onthophagus quadrinodosus Fahraeus, 1857
- Onthophagus quadrinodus Reitter, 1896
- Onthophagus quadrinotatus D'Orbigny, 1905
- Onthophagus quadripustulatus (Fabricius, 1775)
- Onthophagus quasijohkii Ochi & Kon, 2005
- Onthophagus quasitagal Ochi & Kon, 2005
- Onthophagus queenslandicus Blackburn, 1903
- Onthophagus quetzalis Howden & Gill, 1993
- Onthophagus quinquetuberculatus MacLeay, 1871
- Onthophagus quiproquo Moretto & Génier, 2010
- Onthophagus rachelis Martin-Piera, 1985
- Onthophagus ragazzii D'Orbigny, 1904
- Onthophagus rakovici Pittino, 2004
- Onthophagus ramosellus Bates, 1891
- Onthophagus ramosus (Wiedemann, 1823)
- Onthophagus rana Arrow, 1931
- Onthophagus ranongensis Masumoto, Ochi & Hanboonsong, 2008
- Onthophagus ranongjohkii Ochi, Kon & Barclay, 2016
- Onthophagus ranunculus Arrow, 1913
- Onthophagus rasipennis D'Orbigny, 1908
- Onthophagus ratchasimaensis Masumoto, Hanboonsong & Ochi, 2002
- Onthophagus ratchataniensis Masumoto, Ochi & Hanboonsong, 2013
- Onthophagus rectecornutus Lansberge, 1883
- Onthophagus rectestriatus D'Orbigny, 1915
- Onthophagus rectilamina D'Orbigny, 1902
- Onthophagus rectorispauliani Cambefort, 1980
- Onthophagus refulgens Arrow, 1931
- Onthophagus regalis Arrow, 1907
- Onthophagus remotus Harold, 1879
- Onthophagus reticollis MacLeay, 1886
- Onthophagus reticulatus D'Orbigny, 1902
- Onthophagus reticuliger Frey, 1960
- Onthophagus reyesi Zunino & Halffter, 1988
- Onthophagus rhinocerus Gomes Alves, 1944
- Onthophagus rhinolophus Harold, 1869
- Onthophagus rhinophyllus Harold, 1868
- Onthophagus rhodesianus Frey, 1975
- Onthophagus rhynchophorus Péringuey, 1904
- Onthophagus ribbei Boucomont, 1914
- Onthophagus riparius Lansberge, 1885
- Onthophagus robertopoggii Ochi & Kon, 2006
- Onthophagus rodentium Pittino, 2004
- Onthophagus roessneri Ziani, 2016
- Onthophagus rorarius Harold, 1877
- Onthophagus rosenbergi Krikken & Huijbregts, 2011
- Onthophagus rosettae Frey, 1958
- Onthophagus rostratus Harold, 1869
- Onthophagus rotundatus D'Orbigny, 1905
- Onthophagus rotundibasis D'Orbigny, 1902
- Onthophagus rotundicollis Lansberge, 1883
- Onthophagus roubali Balthasar, 1935
- Onthophagus rougonorum Cambefort, 1984
- Onthophagus rouyeri Boucomont, 1914
- Onthophagus royi Biswas & Chatterjee, 1985
- Onthophagus ruandanus Frey, 1971
- Onthophagus rubefactus D'Orbigny, 1913
- Onthophagus rubellus D'Orbigny, 1908
- Onthophagus rubens D'Orbigny, 1902
- Onthophagus rubenticollis D'Orbigny, 1902
- Onthophagus rubescens Macleay, 1888
- Onthophagus rubicundulus MacLeay, 1871
- Onthophagus rubidus D'Orbigny, 1913
- Onthophagus rubrescens Blanchard, 1843
- Onthophagus rubricatus D'Orbigny, 1902
- Onthophagus rubricollis Hope, 1831
- Onthophagus rubrimaculatus MacLeay, 1864
- Onthophagus rubripennis Arrow, 1907
- Onthophagus rufescens Bates, 1887
- Onthophagus ruficapillus Brullé, 1832
- Onthophagus ruficauda Arrow, 1931
- Onthophagus rufimanus Kabakov, 1982
- Onthophagus rufiobscurior Ochi, Kon & Tsubaki, 2009
- Onthophagus rufipodex D'Orbigny, 1913
- Onthophagus rufobasalis Fairmaire, 1887
- Onthophagus rufocastaneus Fairmaire, 1887
- Onthophagus rufolimbatus D'Orbigny, 1913
- Onthophagus rufonotatus D'Orbigny, 1902
- Onthophagus rufopygus Frey, 1957
- Onthophagus rufosignatus MacLeay, 1864
- Onthophagus rufostillans D'Orbigny, 1907
- Onthophagus rufovirens D'Orbigny, 1904
- Onthophagus rugicollis Harold, 1880
- Onthophagus rugidorsis D'Orbigny, 1913
- Onthophagus rugosicollis Gillet, 1925
- Onthophagus rugosipennis Frey, 1973
- Onthophagus rugosissimus D'Orbigny, 1913
- Onthophagus rugulipennis Fairmaire, 1887
- Onthophagus rugulosus Harold, 1886
- Onthophagus rupicapra Waterhouse, 1894
- Onthophagus rutilans Sharp, 1875
- Onthophagus rutriceps Krikken & Huijbregts, 2012

### S
- Onthophagus sabahensis Ochi & Kon, 2006
- Onthophagus sabai Masumoto, Ochi & Sakchoowong, 2012
- Onthophagus sacharovskii Olsoufieff, 1918
- Onthophagus saggitarius (Fabricius, 1775)
- Onthophagus sagittarius (Fabricius, 1775)
- Onthophagus sahai Biswas & Chatterjee, 1986
- Onthophagus saïgonensis Boucomont, 1924
- Onthophagus sakaeratensis Masumoto, Hanboonsong & Ochi, 2002
- Onthophagus sakainoi Masumoto, 1991
- Onthophagus salebrosus Macleay, 1888
- Onthophagus saleyeri Lansberge, 1883
- Onthophagus salvadorensis Zunino & Halffter, 1988
- Onthophagus salvazai Paulian, 1978
- Onthophagus samai Ziani, 2011
- Onthophagus samoengus Masumoto, Ochi & Hanboonsong, 2008
- Onthophagus sanggona Huijbregts & Krikken, 2009
- Onthophagus sangirensis Boucomont, 1914
- Onthophagus sanguineus D'Orbigny, 1902
- Onthophagus sanguinolentus D'Orbigny, 1908
- Onthophagus sangwalus Masumoto, Ochi & Hanboonsong, 2008
- Onthophagus sansibaricus Harold, 1878
- Onthophagus sarasinorum Krikken & Huijbregts, 2011
- Onthophagus sasajii Ochi & Kon, 2001
- Onthophagus saudiensis Frey, 1962
- Onthophagus sauteri Gillet, 1924
- Onthophagus savanicola Cambefort, 1984
- Onthophagus scaber Roth, 1851
- Onthophagus scaberrimus D'Orbigny, 1904
- Onthophagus scabriusculus Harold, 1873
- Onthophagus scapularis D'Orbigny, 1902
- Onthophagus sceptrifer Boucomont, 1924
- Onthophagus schaefernai Balthasar, 1935
- Onthophagus schaefferi Howden & Cartwright, 1963
- Onthophagus schaufussi Harold, 1867
- Onthophagus schawalleri Scheuern, 1996
- Onthophagus schillhammeri Kabakov, 2006
- Onthophagus schoolmeestersi Ochi & Kon, 2007
- Onthophagus schunckei Paulian, 1936
- Onthophagus sciron Balthasar, 1969
- Onthophagus scotti Masumoto, Ochi & Hanboonsong, 2002
- Onthophagus scrutator Harold, 1877
- Onthophagus sculptilis Gerstaecker, 1871
- Onthophagus seabrai (Gomes Alves, 1944)
- Onthophagus secundarius Roth, 1851
- Onthophagus sellatulus D'Orbigny, 1902
- Onthophagus sellatus Klug, 1845
- Onthophagus sembeli Krikken & Huijbregts, 2008
- Onthophagus semiaratus D'Orbigny, 1902
- Onthophagus semiasper D'Orbigny, 1902
- Onthophagus semicinctus D'Orbigny, 1897
- Onthophagus semicornis (Panzer, 1798)
- Onthophagus semicroceus D'Orbigny, 1915
- Onthophagus semidanumensis Ochi, Kon & Barclay, 2009
- Onthophagus semiflavus Boheman, 1860
- Onthophagus semigraniger D'Orbigny, 1905
- Onthophagus semigranosus Lansberge, 1883
- Onthophagus semilaevis D'Orbigny, 1913
- Onthophagus semimetallicus Lea, 1923
- Onthophagus seminitens D'Orbigny, 1902
- Onthophagus seminitidus D'Orbigny, 1908
- Onthophagus semiopacus Harold, 1869
- Onthophagus semipacificus Ochi & Kon, 2006
- Onthophagus semiperakensis Ochi, Kon & Masumoto, 2014
- Onthophagus semipersonatus Ochi, Kon & Tsubaki, 2009
- Onthophagus semipiceus Kabakov, 1998
- Onthophagus semivestitus Paulian, 1937
- Onthophagus semivirescens D'Orbigny, 1902
- Onthophagus semiviridis D'Orbigny, 1904
- Onthophagus semiworoae Ochi, Kon & Masumoto, 2014
- Onthophagus senegalensis D'Orbigny, 1902
- Onthophagus senescens Péringuey, 1908
- Onthophagus senex Boucomont, 1914
- Onthophagus seniculus (Fabricius, 1781)
- Onthophagus sepilokensis Ochi & Kon, 2006
- Onthophagus seramicus Huijbregts & Krikken, 2012
- Onthophagus serdangensis Lansberge, 1886
- Onthophagus sericans Frey, 1975
- Onthophagus sericatus Reitter, 1892
- Onthophagus sericeicollis Boucomont, 1928
- Onthophagus serienotatus D'Orbigny, 1902
- Onthophagus seseba Krikken & Huijbregts, 2017
- Onthophagus setchan Masumoto, 1984
- Onthophagus setoculus Krikken & Huijbregts, 1987
- Onthophagus setosus Fahraeus, 1857
- Onthophagus sexdentatus Boucomont, 1919
- Onthophagus sexstriatus Montrouzier, 1855
- Onthophagus shapovalovi Gusakov, 2012
- Onthophagus sharpi Harold, 1875
- Onthophagus shillongensis Scheuern, 1995
- Onthophagus shimba Cambefort, 1980
- Onthophagus shirakii Nakane, 1960
- Onthophagus sibela Huijbregts & Krikken, 2012
- Onthophagus sibiricus Harold, 1877
- Onthophagus sibuyanus Boucomont, 1924
- Onthophagus sidama Gestro, 1895
- Onthophagus sideki Krikken & Huijbregts, 1987
- Onthophagus signaticollis Frey, 1970
- Onthophagus signifer Harold, 1877
- Onthophagus sihkahonoi Huijbregts & Krikken, 2009
- Onthophagus sikkimensis Gillet, 1925
- Onthophagus silus Balthasar, 1960
- Onthophagus simboroni Ochi & Kon, 2006
- Onthophagus similis (Scriba, 1790)
- Onthophagus simillimus D'Orbigny, 1913
- Onthophagus simius Reitter, 1892
- Onthophagus simoni D'Orbigny, 1902
- Onthophagus simplex Raffray, 1877
- Onthophagus simpliciceps D'Orbigny, 1905
- Onthophagus simplicifrons Reitter, 1892
- Onthophagus simulator D'Orbigny, 1905
- Onthophagus sinagai Krikken & Huijbregts, 2008
- Onthophagus singhaakhomus Masumoto, 1992
- Onthophagus singulariformis Kohlmann & Solis, 2001
- Onthophagus sinuosicollis D'Orbigny, 1905
- Onthophagus sinuosus D'Orbigny, 1913
- Onthophagus sipilouensis Cambefort, 1984
- Onthophagus sisyphoides Krikken, 1977
- Onthophagus sjoestethi D'Orbigny, 1904
- Onthophagus sloanei Blackburn, 1903
- Onthophagus smeenki Cambefort, 1980
- Onthophagus smetanai Balthasar, 1952
- Onthophagus snoflaki Balthasar, 1944
- Onthophagus sobrius Balthasar, 1959
- Onthophagus socialis Arrow, 1931
- Onthophagus solidus Gillet, 1927
- Onthophagus solisi Howden & Gill, 1993
- Onthophagus solivagus Harold, 1886
- Onthophagus solmani Stebnicka, 1975
- Onthophagus solomonensis Krikken & Huijbregts, 2012
- Onthophagus somalicola Balthasar, 1941
- Onthophagus songsokensis Biswas & Chatterjee, 1985
- Onthophagus sophiae Nicolas, 2006
- Onthophagus sopu Krikken & Huijbregts, 2017
- Onthophagus sparsepunctatus Frey, 1956
- Onthophagus sparsulus Reitter, 1892
- Onthophagus spathatus Boucomont, 1914
- Onthophagus speculifer Solsky, 1876
- Onthophagus spiculatus Boucomont, 1914
- Onthophagus spinicornis Gillet, 1930
- Onthophagus spinifex (Fabricius, 1781)
- Onthophagus spitsbergeniensis Krell, 2010
- Onthophagus splendidoides Josso, 2013
- Onthophagus splendidus Boucomont, 1932
- Onthophagus sprecherae Moretto, 2013
- Onthophagus spurcatus D'Orbigny, 1905
- Onthophagus squalidus Lea, 1923
- Onthophagus stanleyi Moretto & Génier, 2010
- Onthophagus statzi Krell, 1990
- Onthophagus stehliki Balthasar, 1966
- Onthophagus steinheili Harold, 1880
- Onthophagus stellio Erichson, 1843
- Onthophagus stenocerus Harold, 1867
- Onthophagus sternalis Arrow, 1931
- Onthophagus sternax Balthasar, 1959
- Onthophagus sticticus Harold, 1867
- Onthophagus stictus D'Orbigny, 1913
- Onthophagus stigmosus D'Orbigny, 1902
- Onthophagus stillatus D'Orbigny, 1904
- Onthophagus stockwelli Howden & Young, 1981
- Onthophagus stomachosus Krell, 2009
- Onthophagus strabo Reitter, 1892
- Onthophagus strandi Balthasar, 1935
- Onthophagus streltsovi Tarasov & Kabakov, 2010
- Onthophagus striatulus (Palisot de Beauvois, 1809)
- Onthophagus strictestriatus D'Orbigny, 1913
- Onthophagus strnadi Kabakov, 1998
- Onthophagus stuhlmanni D'Orbigny, 1908
- Onthophagus stylocerus Graëlls, 1851
- Onthophagus subaeneus (Palisot de Beauvois, 1811)
- Onthophagus subalternans D'Orbigny, 1902
- Onthophagus subansiriensis Biswas, 1979
- Onthophagus subcancer Howden, 1973
- Onthophagus subcinctus D'Orbigny, 1913
- Onthophagus subcornutus Boucomont, 1914
- Onthophagus subdivisus D'Orbigny, 1908
- Onthophagus subhumeralis D'Orbigny, 1902
- Onthophagus subnudus D'Orbigny, 1902
- Onthophagus subocellatus D'Orbigny, 1905
- Onthophagus subocelliger Blackburn, 1903
- Onthophagus subopacus Robinson, 1940
- Onthophagus subplanus D'Orbigny, 1902
- Onthophagus subrugosus D'Orbigny, 1905
- Onthophagus subsapaensis Kabakov, 1994
- Onthophagus subsulcatus D'Orbigny, 1908
- Onthophagus subtropicus Howden & Cartwright, 1963
- Onthophagus subulifer D'Orbigny, 1908
- Onthophagus suermelii Petrovitz, 1963
- Onthophagus suffusus Klug, 1855
- Onthophagus sugihartoi Ochi, 2007
- Onthophagus sugillatus Klug, 1855
- Onthophagus suginoi Ochi, 1984
- Onthophagus suginokoichii Ochi & Kon, 2008
- Onthophagus suillus Arrow, 1931
- Onthophagus sulawesiensis Krikken & Huijbregts, 2011
- Onthophagus sulawesijohkii Ochi, Kon & Barclay, 2016
- Onthophagus sulcatulus D'Orbigny, 1907
- Onthophagus sulci Balthasar, 1935
- Onthophagus sulcipennis D'Orbigny, 1902
- Onthophagus sumatramontanus Ochi & Kon, 2008
- Onthophagus sumatranus Lansberge, 1883
- Onthophagus sumbavensis Boucomont, 1914
- Onthophagus sumptuosus Paulian, 1937
- Onthophagus sunantaae Masumoto, 1989
- Onthophagus sundanensis Lansberge, 1883
- Onthophagus surdus Boucomont, 1925
- Onthophagus susterai Balthasar, 1952
- Onthophagus sutiliceps D'Orbigny, 1902
- Onthophagus sutleinensis Splichal, 1910
- Onthophagus suturalis Péringuey, 1888
- Onthophagus suturellus Brullé, 1832
- Onthophagus sycophanta Fairmaire, 1887
- Onthophagus sydneyensis Blackburn, 1903
- Onthophagus sylvestris Walter & Cambefort, 1977
- Onthophagus sylvipapuanus Krikken & Huijbregts, 2012
- Onthophagus symbioticus (Arrow, 1920)
- Onthophagus synceri Cambefort, 1984

### T
- Onthophagus taayai Masumoto, 1995
- Onthophagus tabellicornis MacLeay, 1864
- Onthophagus tabellifer Gillet, 1927
- Onthophagus tabidus Balthasar, 1935
- Onthophagus taboranus D'Orbigny, 1902
- Onthophagus taeniatus Boucomont, 1914
- Onthophagus tagal Boucomont, 1924
- Onthophagus taiensis Cambefort, 1984
- Onthophagus taiwanus Nomura, 1973
- Onthophagus taiyaruensis Masumoto, 1977
- Onthophagus takaoi Ochi & Kon, 2014
- Onthophagus talpa Fahraeus, 1857
- Onthophagus tambing Krikken & Huijbregts, 2011
- Onthophagus tamworthi Blackburn, 1903
- Onthophagus tanganus D'Orbigny, 1913
- Onthophagus taoi Ochi & Kon, 2006
- Onthophagus tapirus Sharp, 1877
- Onthophagus taprobanus Arrow, 1931
- Onthophagus tarandus (Fabricius, 1792)
- Onthophagus tarascus Zunino & Halffter, 1988
- Onthophagus tarasovi Krikken & Huijbregts, 2012
- Onthophagus tarsius Arrow, 1941
- Onthophagus tatsienluensis Balthasar, 1942
- Onthophagus taurinus White, 1844
- Onthophagus tauroides Gillet, 1930
- Onthophagus taurus (Schreber, 1759)  (bull headed dung beetle)
- Onthophagus taxillus Balthasar, 1969
- Onthophagus teitanicus D'Orbigny, 1902
- Onthophagus telegonus Balthasar, 1969
- Onthophagus telephus Balthasar, 1969
- Onthophagus temporalis D'Orbigny, 1902
- Onthophagus tenax Balthasar, 1964
- Onthophagus tenebrosus Harold, 1871
- Onthophagus tenuigraniger D'Orbigny, 1913
- Onthophagus tenuistriatus D'Orbigny, 1905
- Onthophagus terminatus (Eschscholtz, 1822)
- Onthophagus terrara Storey, 1977
- Onthophagus tersicollis Müller, 1947
- Onthophagus tersipennis D'Orbigny, 1902
- Onthophagus tersus D'Orbigny, 1913
- Onthophagus tesquorum Semenov & Medvedev, 1927
- Onthophagus tesseratus D'Orbigny, 1908
- Onthophagus tessulatus Harold, 1871
- Onthophagus testaceoviolaceus Paulian, 1937
- Onthophagus tetricus Harold, 1877
- Onthophagus thai Kabakov, 1994
- Onthophagus thailaevis Masumoto, Ochi & Hanboonsong, 2008
- Onthophagus thainuaensis Masumoto, Ochi & Hanboonsong, 2008
- Onthophagus thanwaakhomus Masumoto, 1992
- Onthophagus tharalithae Karimbumkara & Priyadarsanan, 2016
- Onthophagus tholaayi Masumoto, 1990
- Onthophagus thoreyi Harold, 1868
- Onthophagus tiamicus Kabakov, 1994
- Onthophagus tibetanus Arrow, 1907
- Onthophagus tigrinus D'Orbigny, 1908
- Onthophagus timorensis Boucomont, 1914
- Onthophagus tiniocelloides Boucomont, 1925
- Onthophagus tirapensis Biswas & Chatterjee, 1985
- Onthophagus tnai Nithya & Sabu, 2012
- Onthophagus togeman Matthews, 1972
- Onthophagus tongbantumi Masumoto, Ochi & Hanboonsong, 2002
- Onthophagus tonkineus Gillet, 1921
- Onthophagus tonsus D'Orbigny, 1902
- Onthophagus tonywhitteni Krikken & Huijbregts, 2011
- Onthophagus toopi Monteith & Storey, 2013
- Onthophagus toraut Krikken & Huijbregts, 2011
- Onthophagus totonicapamus Bates, 1887
- Onthophagus toxopeus Krikken & Huijbregts, 2012
- Onthophagus traginus Frey, 1972
- Onthophagus tragoides Boucomont, 1914
- Onthophagus tragus (Fabricius, 1792)
- Onthophagus transcaspicus Koenig, 1889
- Onthophagus transisthmius Howden & Young, 1981
- Onthophagus transquadridentatus Scheuern, 1995
- Onthophagus transvestitus Huijbregts & Krikken, 2009
- Onthophagus trapezicornis D'Orbigny, 1902
- Onthophagus traversii D'Orbigny, 1904
- Onthophagus trawalla Storey & Weir, 1990
- Onthophagus triacanthus Castelnau, 1840
- Onthophagus tricariniger D'Orbigny, 1902
- Onthophagus tricavicollis Lea, 1923
- Onthophagus triceratops Arrow, 1913
- Onthophagus trichopygus D'Orbigny, 1905
- Onthophagus tricolor Boucomont, 1914
- Onthophagus tricorniger Boheman, 1860
- Onthophagus tridenticeps D'Orbigny, 1902
- Onthophagus tridentitibialis Ochi & Kon, 2008
- Onthophagus trifidisetis D'Orbigny, 1905
- Onthophagus trigibber Reitter, 1892
- Onthophagus triimpressus D'Orbigny, 1905
- Onthophagus trinodosus Fahraeus, 1857
- Onthophagus trinominatus Goidanich, 1926
- Onthophagus tripartitus D'Orbigny, 1902
- Onthophagus tripolitanus Heyden, 1890
- Onthophagus triptolemus Balthasar, 1969
- Onthophagus trispinus Reitter, 1892
- Onthophagus tristis Harold, 1873
- Onthophagus tritinctus Boucomont, 1914
- Onthophagus trituber (Wiedemann, 1823)
- Onthophagus triundulatus Balthasar, 1964
- Onthophagus trochilus Arrow, 1931
- Onthophagus troglodyta (Wiedemann, 1823)
- Onthophagus troniceki Balthasar, 1933
- Onthophagus truchmenus Kolenati, 1846
- Onthophagus truncaticornis (Schaller, 1783)
- Onthophagus tschadensis Balthasar, 1963
- Onthophagus tschoffeni D'Orbigny, 1904
- Onthophagus tshuapae Balthasar, 1964
- Onthophagus tsubakii Ochi & Kon, 2009
- Onthophagus tsutomui Ochi & Kon, 2016
- Onthophagus tuberculifrons Harold, 1871
- Onthophagus tubericollis Raffray, 1877
- Onthophagus tuckonie Matthews, 1972
- Onthophagus tumami Masumoto, Ochi & Hanboonsong, 2002
- Onthophagus tumidulus Gerstaecker, 1871
- Onthophagus tungkamangensis Masumoto, Ochi & Hanboonsong, 2007
- Onthophagus tungkamungensis Masumoto, Ochi & Hanboonsong, 2008
- Onthophagus turbatus Walker, 1858
- Onthophagus turfanicus Balthasar, 1971
- Onthophagus turgidus Kohlmann & Solís, 2012
- Onthophagus turneri Boucomont, 1936
- Onthophagus turpidoides Kabakov, 2008
- Onthophagus turpidus Reitter, 1887
- Onthophagus turrbal Matthews, 1972
- Onthophagus tuzetae Walter & Cambefort, 1977
- Onthophagus tweedensis Blackburn, 1903

### U-V
- Onthophagus ubaidillahi Krikken & Huijbregts, 2012
- Onthophagus uedai Ochi & Kon, 2006
- Onthophagus uelensis Frey, 1960
- Onthophagus uenoi Ochi, 1995
- Onthophagus ukerewensis Balthasar, 1937
- Onthophagus ulugombakensis Ochi, Kon & Masumoto, 2014
- Onthophagus ulula Balthasar, 1966
- Onthophagus umbilicatus D'Orbigny, 1908
- Onthophagus umbratus D'Orbigny, 1902
- Onthophagus undaticeps D'Orbigny, 1902
- Onthophagus undulans Bates, 1889
- Onthophagus unguiculatus Kabakov, 1994
- Onthophagus unicarina D'Orbigny, 1904
- Onthophagus unidentatus Boucomont, 1927
- Onthophagus unifasciatus (Schaller, 1783)
- Onthophagus uniformis Heyden, 1886
- Onthophagus urellus Boucomont, 1919
- Onthophagus ursinus D'Orbigny, 1902
- Onthophagus ursus Boucomont, 1926
- Onthophagus urusheeri Krell, 2000
- Onthophagus usambaricus Paulian, 1937
- Onthophagus usurpator Balthasar, 1959
- Onthophagus vacca (Linnaeus, 1767)
- Onthophagus vanasseni Krikken & Huijbregts, 2008
- Onthophagus vanderblomi Krikken & Huijbregts, 2008
- Onthophagus vaneyeni Frey, 1960
- Onthophagus vanofwegeni Krikken & Huijbregts, 2008
- Onthophagus varianus Lea, 1923
- Onthophagus variatus D'Orbigny, 1902
- Onthophagus variegatus (Fabricius, 1798)
- Onthophagus variegranosus D'Orbigny, 1905
- Onthophagus variolaris Lansberge, 1883
- Onthophagus variolicollis Lea, 1923
- Onthophagus variolosus D'Orbigny, 1902
- Onthophagus varius D'Orbigny, 1913
- Onthophagus vassei D'Orbigny, 1908
- Onthophagus vatovai Muller, 1942
- Onthophagus vaulogeri Boucomont, 1923
- Onthophagus velliger D'Orbigny, 1907
- Onthophagus velutinus Horn, 1875
- Onthophagus ventralis Lansberge, 1883
- Onthophagus ventrosus D'Orbigny, 1905
- Onthophagus venzoi Balthasar, 1941
- Onthophagus veracruzensis Delgado & Pensado, 1998
- Onthophagus verae Josso, 2013
- Onthophagus vermiculatus Frey, 1970
- Onthophagus verrucosus D'Orbigny, 1902
- Onthophagus versutus Péringuey, 1901
- Onthophagus verticalis Fahraeus, 1857
- Onthophagus verticicornis (Laicharting, 1781)
- Onthophagus vesanus Balthasar, 1967
- Onthophagus vespertilio Howden & Cartwright & Hallfter, 1956
- Onthophagus vestitus D'Orbigny, 1902
- Onthophagus vethi Krikken, 1977
- Onthophagus vicinus Harold, 1886
- Onthophagus victoriensis Blackburn, 1903
- Onthophagus viduus Harold, 1875
- Onthophagus vigens Péringuey, 1901
- Onthophagus vigilans Boucomont, 1921
- Onthophagus vilis Harold, 1877
- Onthophagus villanuevai Delgado & Deloya, 1990
- Onthophagus villosus Macleay, 1888
- Onthophagus vinctoides Frey, 1957
- Onthophagus vinctus Erichson, 1843
- Onthophagus violaceotinctus Gillet, 1925
- Onthophagus violaceoviridis Paulian, 1937
- Onthophagus violetae Zunino & Halffter, 1997
- Onthophagus virescens Harold, 1867
- Onthophagus viridiaereus D'Orbigny, 1908
- Onthophagus viridicatus D'Orbigny, 1902
- Onthophagus viridicervicapra Ochi, Kon & Tsubaki, 2009
- Onthophagus viridiperakensis Ochi, Kon & Masumoto, 2014
- Onthophagus viridis Ménétriès, 1832
- Onthophagus viriditinctus Reitter, 1892
- Onthophagus viridivinosus Kohlmann & Solis, 2001
- Onthophagus vitulus (Fabricius, 1776)
- Onthophagus viviensis D'Orbigny, 1905
- Onthophagus vladimiri Frey, 1957
- Onthophagus vlasovi Medvedev, 1958
- Onthophagus volucer Balthasar, 1959
- Onthophagus vuattouxi Cambefort, 1984
- Onthophagus vulpes Harold, 1877
- Onthophagus vulpinaris Schönfeldt, 1906
- Onthophagus vulpinus Arrow, 1931
- Onthophagus vultuosus D'Orbigny, 1902
- Onthophagus vultur Arrow, 1931
- Onthophagus vylderi D'Orbigny, 1913

### W-Z
- Onthophagus wagamen Matthews, 1972
- Onthophagus wakelbura Matthews, 1972
- Onthophagus wallacei Harold, 1871
- Onthophagus walteri Macleay, 1887
- Onthophagus waminda Matthews, 1972
- Onthophagus wanappe Storey, 1977
- Onthophagus wangi Masumoto, Chen & Ochi, 2004
- Onthophagus wangnamkhieoensis Masumoto, Hanboonsong & Ochi, 2002
- Onthophagus wangnamkieous Masumoto, Ochi & Hanboonsong, 2008
- Onthophagus waterloti D'Orbigny, 1908
- Onthophagus waterstradti Boucomont, 1914
- Onthophagus watuwila Krikken & Huijbregts, 2008
- Onthophagus wayaua Huijbregts & Krikken, 2012
- Onthophagus wensis Josso & Prévost, 2006
- Onthophagus weringerong Storey & Weir, 1990
- Onthophagus wiebesi Krikken, 1977
- Onthophagus wigmungan Matthews, 1972
- Onthophagus wilgi Matthews, 1972
- Onthophagus willameorum Walter & Cambefort, 1977
- Onthophagus williamsi Storey & Weir, 1990
- Onthophagus witteianus Krell, 2009
- Onthophagus wombalano Matthews, 1972
- Onthophagus woroae Ochi & Kon, 2006
- Onthophagus worooa Storey & Weir, 1990
- Onthophagus xanthochlorus Walter & Cambefort, 1977
- Onthophagus xanthomerus Bates, 1887
- Onthophagus xanthopterus D'Orbigny, 1908
- Onthophagus xanthopygus D'Orbigny, 1908
- Onthophagus xiphias Solis & Kohlmann, 2003
- Onthophagus yackatoon Storey & Weir, 1990
- Onthophagus yakuinsulanus Nakane, 1984
- Onthophagus yamaokai Masumoto, Ochi & Hanboonsong, 2002
- Onthophagus yangi Masumoto, Tsai & Ochi, 2006
- Onthophagus yangmunensis Masumoto & Ochi, 2015
- Onthophagus yanoi Matsumura, 1938
- Onthophagus yaoi Masumoto, Ochi & Lee, 2014
- Onthophagus yaran Storey & Weir, 1990
- Onthophagus yarrumba Storey, 1977
- Onthophagus yasuhikoi Masumoto, Ochi & Sakchoowong, 2012
- Onthophagus yeyeko Matthews, 1972
- Onthophagus yifer Krikken & Huijbregts, 2012
- Onthophagus yiryoront Matthews, 1972
- Onthophagus yourula Storey & Weir, 1990
- Onthophagus yubarinus Matsumura, 1937
- Onthophagus yucatanus Delgado-Castillo, Peraza & Deloya, 2006
- Onthophagus yujii Masumoto, Ochi & Sakchoowong, 2012
- Onthophagus yumotoi Ochi & Kon, 2006
- Onthophagus yungaburra Matthews, 1972
- Onthophagus yunkara Matthews, 1972
- Onthophagus zagrosicus Kabakov, 2006
- Onthophagus zairensis Walter & Cambefort, 1977
- Onthophagus zapotecus Zunino & Halffter, 1988
- Onthophagus zavattarii Müller, 1939
- Onthophagus zavreli Balthasar, 1935
- Onthophagus zebra Arrow, 1931
- Onthophagus zebu Boucomont, 1921
- Onthophagus zetteli Masumoto, Ochi & Hanboonsong, 2002
- Onthophagus zicsii Balthasar, 1967
- Onthophagus zimmermanni Balthasar, 1959
- Onthophagus zinovskyi Qaryagdy, 1939
- Onthophagus zumpti Frey, 1954
- Onthophagus zuninoi Martin-Piera, 1985
- Onthophagus zuvandi Qaryagdy, 1939
- Onthophagus zymoticus Moxey, 1963